# ウルトラマン
『ウルトラマン』は、1966年7月17日から1967年4月9日まで、TBS系列で毎週日曜19時00分 - 19時30分（JST）に全39話が放送された、TBS・円谷プロダクション制作の特撮テレビドラマ、およびその作中に登場する巨大変身ヒーローの名称。
武田薬品の一社提供枠「タケダアワー」内で放送。TBSにて最初にカラーで放送された特撮テレビ番組でもある。1966年3月発売の『週刊少年マガジン』1966年11号内の『史上最強の怪獣50 その29 怪獣たいじのせんもん家 ウルトラマン』としてバルタン星人、ネロンガと共に初めて紹介され、『ウルトラQ』放送中の1966年4月1日に、初めてマスコミに公開された。
本作品はテレビドラマ（以下、テレビシリーズ）の他、漫画や劇場用映画、小説、テレビゲームなどでメディア展開も行われているが、本項目ではテレビシリーズを中心に記述する。また、本作品に続いて放送された一連の番組、およびその作中に登場する巨大変身ヒーローも「ウルトラマン」と総称される場合があり、便宜上これら後続作品のヒーローと区別するため、本作品に登場するウルトラマンを「初代ウルトラマン」と呼ぶ場合もある。種族としてのウルトラマンについては#ウルトラマンを参照。

## 概要

ウルトラマン像（小田急線祖師ヶ谷大蔵駅北口）

本作品は、怪獣や宇宙人によって起こされる災害や超常現象の解決に当たる科学特捜隊と、それに協力するM78星雲光の国の宇宙警備隊員であるウルトラマンの活躍劇である。作中に登場する怪獣が好評だった『ウルトラQ』に続く「空想特撮シリーズ」の第2作として、『ウルトラQ』の世界観を継承する番組として制作・放映された。オープニングタイトルの流れはカラー化された『ウルトラQ』のタイトルロゴ映像から赤画面になり、上に『ウルトラマン』、下に「空想特撮シリーズ」とクレジットされる。
番組フォーマットは、タケダアワーのOP→タイトル画面→CM→OPテーマ→本編（途中でCMを挟まずラストまで放送）の順番で、本編開始の画面下には『カラー』のマークがあった。
テレビシリーズがスタートするや否や『ウルトラQ』を凌ぐ人気番組となり、本放送時の第1話の視聴率は34.4%、平均視聴率は36.8%、最高視聴率は42.8%（1967年3月26日放送の第37話。ビデオリサーチ調べ、関東地区）を記録。テレビシリーズの放送終了後もその人気が衰えることはなく、最初に行われた再放送でも平均視聴率が18%台を記録した。海外でも1970年代から100を超える国・地域で放映されてきた。
テレビシリーズ初放映から半世紀以上が経過した今日も世代を問わず高い認知度を誇り、『決定! これが日本のベスト100』（テレビ朝日系列）の2002年9月8日放送分「特撮&アニメ ヒーロー&ヒロインベスト100」の第2位にランクインしている。固有名詞としての「ウルトラマン」は、『広辞苑』の見出しにも記載されている。また、第39話（最終回）でウルトラマンがゼットンに倒されたシーンは、初放映当時の子供たちに少なからぬ衝撃を与え、影響を受けたと語る著名人も多い。プロレスラーの大仁田厚や前田日明は「ウルトラマンの敵（かたき）を討ってやる！」と、格闘技を始めたきっかけになったことを語っている。
商業的にも成功を収め、本作品やそのキャラクターに関連する商品は玩具だけでなく、生活用品などあらゆる分野で発売されている。商業的側面から本作品で特筆すべき点は、日本のテレビ番組で初めて商品化権の入札制度を導入したことである。本作品が制作される以前は、テレビ局の担当者とコネがある業者が商品化権を取得していたが、本作品で前述の制度が導入されて以降は金のあるものから優先的に商品化権取得の機会が与えられるようになった。もっとも、実際のところは『ウルトラQ』を商品化したマルサン商店などの業者が優遇されており、本格的に入札制度が機能するのは『キャプテンウルトラ』以降である。

### 物語の骨子
科学特捜隊のハヤタ隊員は小型ビートルで青い球体と赤い球体を追跡するが、赤い球体と衝突したうえに墜落死してしまう。
赤い球体の正体はM78星雲人ウルトラマンだった。彼は、宇宙の墓場への護送中に逃亡した宇宙怪獣ベムラー（青い球体の正体）を追って地球までやって来た。自らの不注意でハヤタを死なせてしまったウルトラマンは、その罪滅ぼしとしてハヤタと自分の命を共有して地球の平和を守るために戦うことを決意。こうして、ウルトラマンとハヤタは一心同体となった。
以後、ハヤタはベーターカプセルを点火させてウルトラマンに変身し、怪獣や宇宙人と戦う。

## ウルトラマン

須賀川市に設置されたウルトラマン像。スペシウム光線のポーズをとっている。

ドラマのクライマックスで登場し、怪獣や宇宙人と戦う巨人。その正体はM78星雲光の国出身の宇宙人である。宇宙警備隊員として、怪獣墓場に護送中に逃走した宇宙怪獣ベムラーを追跡して地球を訪れ、誤って死なせてしまった科学特捜隊のハヤタ隊員に自分の命を共有して一心同体となり、地球の平和を守るために戦うことを決意する。
普段はハヤタの姿で行動するが、有事の際にはベーターカプセルを点火させてウルトラマンに変身し、怪獣や宇宙人と戦う。
ごく一部の例外を除き、原則として地球人とは会話せず、感情などは動きだけで表現し、「シュワッチ」あるいは「シュワッ」などと表記される数種の掛け声のみを発することがほとんどである。
- 腰を屈めた前傾姿勢のファイティングスタイルは、怪獣と対峙した際に相手の力量を見極めるための構えで、映画『理由なき反抗』でジェームズ・ディーンが身構えたポーズを真似している[16][17]。美センのホリゾントが見切れるため、話数を経るごとに猫背が低くなっていったという[17]。また、構えの手も空手の流れでグーではなく、パーになっている[17]。にせウルトラマンにチョップした際に痛がっていたのは、古谷が実際に痛がっていたものであるという[16]。

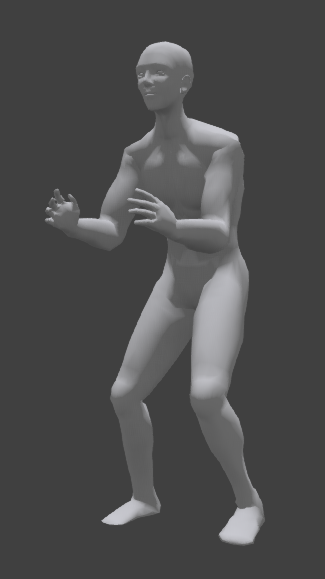
ウルトラマンのファイティング・ポーズ

### プロフィール
ウルトラマンのプロフィールは、作中では語られていないが、雑誌記事などでは詳細に紹介されている。
- 職業：宇宙大学教授、宇宙警備隊銀河系局長（後に支部長）
- 趣味：読書[18]
- 家族構成
  - 父：宇宙保安庁長官
  - 母：ウルトラ学校教師

### ベーターカプセル
ハヤタがウルトラマンに変身する際に使用するアイテム。第1話でハヤタがウルトラマンと一体化する際に、ウルトラマンから託される。
カプセル内部には超小型プラズマスパーク核融合装置とベーターコントローラーが内蔵されている。これがないと、ハヤタはウルトラマンには変身できず、常に隊員服の内ポケットに携帯しているが、何度かカプセルを落とすシーンもある。ウルトラマンでいる時もどこかに携帯しているらしく、第26話ではゴモラとの格闘中に落としたのを現場にいた子供に拾われる。
第39話ではウルトラマンを迎えに来たゾフィーが、自ら持ってきたベーターカプセルを使ってハヤタに命を与えると同時に、ハヤタとウルトラマンを分離させる。
映画『大決戦!超ウルトラ8兄弟』では別次元のハヤタが、自身をウルトラマンと気が付いた際にハヤタの右手に実体化する。
『帰ってきたウルトラマン』の原型となる『続ウルトラマン』では、ウルトラマンと一体化したバン・ヒデキの変身アイテムとして登場予定だった。
近年は玩具などで「ベータカプセル」とする記述が増えている。
- 第2話の脚本では「ガンマー発光器」という仮称であった[22]。

### 変身方法
ハヤタがベーターカプセルの赤いスイッチを押すと、閃光と共に光のエネルギー、ベーター線が発光部から放射し、ハヤタの周りを渦巻き状に包み込んでウルトラマンに変身する。変身・巨大化時のポーズは「右手を宙空に突き上げ、左手は顔の隣に置く」という独特の形であり、ウルトラマンを特徴づけるポーズとして以降の作品でもほぼ踏襲されている。
書籍設定では、フラッシュビームにM78星雲人の生命の源である人工太陽プラズマスパークと同じエネルギーが含まれ、この光によって元の姿を一定時間取り戻すことができるとされている。

### ウルトラマンの能力

飛行するウルトラマンを模したウルトラマンアーチ（東京都世田谷区祖師谷通り上）

ウルトラマンは様々な特殊能力や格闘術を持っている。作中で名称が明言されたのは「スペシウム光線」と「テレポーテーション」のみで、その他の名称は書籍や年代によってばらつきがあったが、後年には円谷プロにより統一されている。技の一部は後のウルトラマンたちにも継承されている。
スペシウム光線
ウルトラマンが使う代表的な必殺技で、左右の手刀を十字型に交差させて体内のスペシウムエネルギーをスパークさせ、右手から発射する破壊光線である。右腕にマイナス、左腕にプラスのエネルギー（磁場）が蓄えられ、それをスパークさせて発射すると設定されている。そのエネルギーはすさまじく、相手を爆破または炎上させる効果がある。決まり手として多用される一方、通用しない敵も数体いる。連射や長時間照射も可能。この光線には火星に存在しバルタン星人が苦手とする架空の物質スペシウムが多量に含まれているとされ、作中では第2話でムラマツがそのことを指摘したのを受けてフジ隊員が命名する。50万度の威力がある。
「スペシウム」の名称は「スペース（宇宙）」+「イウム（「物質」を意味する接尾語）」から成り、命名とポーズの考案は脚本・監督の飯島敏宏によるもので、飯島によれば「十字ポーズは忍者が手裏剣を投擲する際の動作が元になっている」とのことである。
白色の光線だが、後年の作品にゲスト出演する際は色が異なっていることがある。
本作品以降も、こうした「腕を交差または組むことで放たれる必殺光線」はウルトラ戦士の特徴となっている。ほとんどのウルトラ戦士が何らかの必殺光線を有しており、それを得意技としている。
映画『新世紀ウルトラマン伝説』によると、全ウルトラマンの光線技の原点とされ、すべてのウルトラマンがその構えをしている。
- エフェクトは光線を描く人物が変わっても、同じに見えるようなシンプルなものにするために、光のラインが流れるようなものが考案された。
- スーツアクターの古谷敏によるスペシウム光線のポーズは左手の甲から指が下向きの弧を描いているが、これは古谷自身の日本舞踊の経験が活かされているという。ポーズは力道山の空手チョップを参考にしており、右手を手刀にして縦にしたものだが、そのままでは合成した際にぶれてしまうことから右手は反らずに少し力を抜いて、左手を添えて腕を十字に組んだものとなった。
- 第19話は円谷英二が撮影に参加しており、一部演出を円谷が担当したことから、合成予算もあって、設定を無視して3連発で放っている。

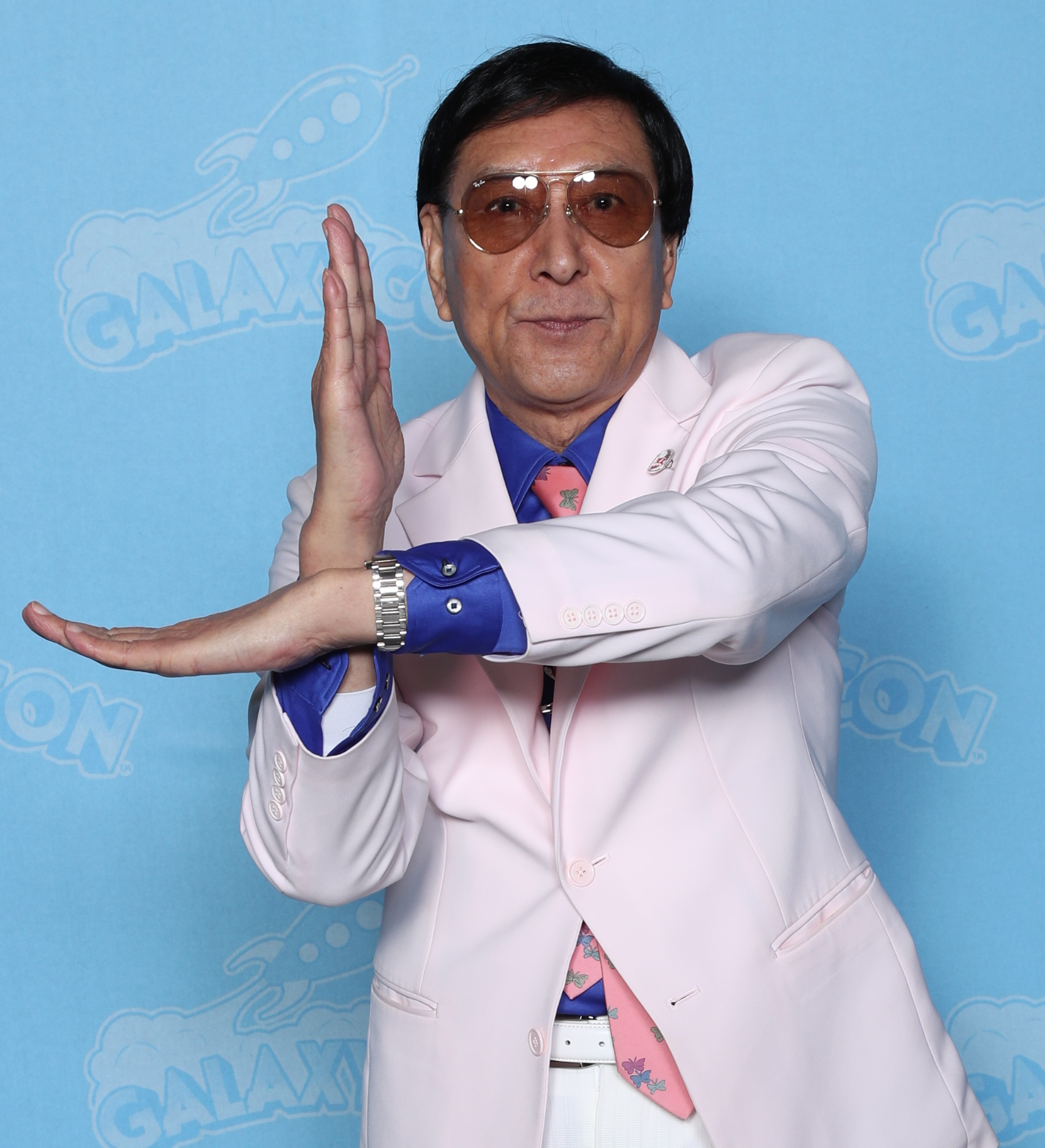
スペシウム光線のポーズをとる古谷敏（2019年にルイビルで開催されたギャラクシーコン（英語版）にて）
スペシウム光線のフォーム

八つ裂き光輪（ウルトラスラッシュ）
スペシウムエネルギーを円盤ノコギリ状に丸めた光のカッターで、外周にのこぎり状態の突起がある。相手の体を切断するために使う。まず両手を胸の前に水平に構えた後、挙げた右手を振り下ろして投げる。第16話でバルタン星人（2代目）に対して初使用。空中で2つに分離してレッドキング（2代目）を3つに切り裂くシーンもある。投げ返されたり、バリアーに防がれるなど、通用しないことも多い。
『ウルトラマン80』では第45話で80がバルタン星人（6代目）を倒した八つ裂き光輪は初代ウルトラマンから教わったと言及されている。
『ウルトラマンメビウス』以降の作品へのゲスト出演時にもたびたび使用され、その際には高速追尾機能を追加したり、左手に発生させて直接斬りつけて頑丈なキングジョーブラックの腕を切断したり、ゴーグファイヤーゴルザの破壊光線を跳ね返したりと、特殊な使用例を見せる。
- 脚本では「ウルトラ・スラッシュ」という名称であった。

ウルトラアタック光線
両腕先に発生させた高熱エネルギーを左手に発生させた爆発光線を右腕に集中させて絡ませスプリング状の光線にして放ち、相手の全身をエネルギー波動で覆って動きを麻痺させ、凝固させた後念波を送り粉砕する技。作中では第31話でスペシウム光線の効かないケロニアを倒すのが唯一の使用例である。資料によっては火に弱い敵に有効な熱線、スペシウム光線にも勝る強力光線であるなどの説明もあるが、シナリオによればリング状光線から相手の爆発まで一連の技である。
『大怪獣バトル ウルトラ銀河伝説 THE MOVIE』では同様にスペシウム光線が効かないアントラーを倒す際に使用。
『ウルトラギャラクシーファイト 大いなる陰謀』でも使用、モルド・スペクターとの戦いで至近距離から二発発射する。
『ウルトラマンギンガS』の前日談小説『マウンテンピーナッツ』では、再生能力でスペシウム光線と八つ裂き光輪に耐えたノスフェル(SD)を粉砕した。
- 脚本では、ケロニアの胸に帯のような光芒が当たると金縛りになり、亀裂が次の瞬間に走り、砕け散るものとなっている。

透視光線（ウルトラ透視光線）
両目から放って透明な敵や円盤を可視化したり、壁の向こう側を見通す光線。バルタン星人（初代）の宇宙船や、透明化したダダを発見するために使う。
ウルトラアイスポット（ウルトラ眼光）
両目から放つ光線。八つ裂き光輪も防ぐバルタン星人（2代目）の光波バリヤーを無効化する。
スラッシュ光線
両掌を重ねて連続発射する矢尻状の光線。第33話で使うが、メフィラス星人の光線に相殺される。
キャッチ・リング（金縛り光線）
相手の動きを封じるための3本の光輪。空中で高速スピンを行いながら発生させた3本のリング状の光線を敵の体にはめて動きを抑える。第39話で使用し、ゼットンの体を一度は拘束するが火球でスピンを止められ、引き千切られる。
リバウンド光線（ウルトラバリヤー）
手の先から発するエネルギーで光の壁を前面に発生させ、攻撃を遮って跳ね返す。第37話で使用し、ジェロニモンの無重力光線を跳ね返す。『ウルトラ銀河伝説 THE MOVIE』では、光の国の氷結から逃れる際にウルトラセブンと共に使用する。
『ウルトラマンVS仮面ライダー』では、サソリガドラスの光線を防ぐのに使った。
ウルトラ念力
強力な念力を放って物体を粉砕したり、静止させる能力。アボラスの吐いた溶解泡を吹き飛ばし、ジェロニモンが放った大量の羽根手裏剣を止める。ケロニア戦ではウルトラアタック光線に組み込まれる形で使用された。『大怪獣バトル ウルトラ銀河伝説 THE MOVIE』では、ハヤタの状態で使用する。
ウルトラエアキャッチ（ウルトラ反重力光線）
両手先から放射するウルトラ念力の一種で、空中へウルトラ念力で持ち上げた敵の動きを抑制させることができる念力波。第25話でレッドキング（2代目）に使う。
ウルトラサイコキネシス
両掌から放つ渦巻き状の光線で相手の意識を喪失させて動きを抑え、左右の手の指先でその動きを操り、空中に持ち上げて遠方に飛ばし、爆破させる技。第38話でスペシウム光線や八つ裂き光輪が効かないキーラに使用する。
ウルトラ水流
念力で空気中の酸素と水素を集めて融合して水を発生させた後、両手を組み合わせ、その間から高圧水流を放射する技。構えは2種類存在する。第13話では、ペスターが起こした石油コンビナートの大火災を鎮火するために使う。また、第23話では、胸で腕を合わせて、水を弱点とするジャミラに浴びせて倒す。
ハイスピン
体を地上でコマのように高速回転させる能力。これによりブルトンが作り出す四次元空間から脱出する。
テレポーテーション
精神統一をした後、顔の前で×字に交差させた腕を解いて、頭から順に消えていき、別の場所で頭から順に現れる。別の星に移動できるほどだが、膨大なエネルギーと強靭な精神力を要するため、著しく寿命を縮める。第16話で使用し、R惑星から地球へ移動した。戦闘終了後、ハヤタはテレポーテーションの後遺症で気を失う。
光線白刃取り
第31話でケロニアの熱線を合掌した両手で受け止めて周囲に散らして無力化した技。
飛行能力
大気圏内だけでなく宇宙空間を自由に飛行する能力を持っている。大気圏内での飛行速度はマッハ5。超光速で宇宙空間を飛行する時は赤い光の球で全身を包む（第1話）。
地中突進能力（地中進行能力）
地中を掘り進む能力。第29話で使用。
次元移動能力
四次元空間から空間を突破して三次元空間に戻ってくる技。
巨大化能力
第28話でダダのミクロ化器（縮小光線銃）により等身大にされた際にのみ使用。胸の前で両手を合わせてスパークさせ、変身時と同じプロセスで再度巨大化する。
空中体当たり
高速飛行しながら落下してくる敵に空中激突する。ガマクジラとスカイドンを倒す。第14・34話では激突時の飛行ポーズが異なる。
ウルトラ頭突き
ダイヤモンドの100倍の硬さがあるといわれる頭頂部を使い、低い姿勢から勢いよく飛び出して敵の顔面に打ち込む技。
ウルトラチョップ
パワーを活かした手刀で相手の弱点を打ち据える。
ウルトラダブルチョップ
敵の胸に掌を合わせた左右の手刀を素早く打ち込む
ウルトラかすみ斬り（ウルトラ霞斬り）
敵目掛けて走り込み、すれ違いざまに敵の頭部にカウンターチョップを打ち込み、致命傷を与える技。第10話で使用し、ジラースを倒す。
ウルトラパンチ
敵の弱点を見極めて打ち込むストレートパンチで、インドゾウ50頭分の破壊力があると言われているが、真偽は不明。
蹴り技
ウルトラキック
足に体内の全パワーを集中して素早く打ち込むストレートキック。ウルトラマンの関節は「三重関節」と呼ばれ、キックなどの威力が数百倍になる。
急降下キック
高空から敵めがけて急降下する力を利用して、両足で一気に怪獣を蹴り倒す技で、グリーンモンス、レッドキング、ゴモラ、ジェロニモンに使用する。
回転首締め（回転首絞め）
両脚を敵の首に挟み込んだまま転倒させて、ともに大地に横たわった状態で12万トンの怪力で強く締めつけて地面に叩きつける、プロレス技に似た戦法。第28話で使用し、ダダを苦しめる。
投げ技
ウルトラスウィング（ハンマー投げ）
敵の頭部や尻尾を掴んで振り回し、地面や空中に勢い良く放り投げる。
岩石落とし
怪獣にダメージを与えて、ひるんだところを両腕の怪力で頭上高く持ち上げ、勢い良く地面に叩きつける大技。テレスドンを頭から地面に投げつけて倒した。
背負い投げ
相手の首を後ろ手に掴み、肩に担ぎ上げて地面に投げ飛ばして地面に叩きつける大技。レッドキング、テレスドンを一撃で倒している。
巴投げ
大地に倒れ込んで、相手の突進してくる力や動きを利用するようにして、両足の力で投げ飛ばす技。
ネックハンギング
両手で怪獣の首を締め上げたまま体を吊り上げ、気絶させる技。この技で怪獣を弱らせ、投げ技へとつなぐことが多い。
ヘッドロック
両腕で怪獣の首を押さえて締め上げ、動きを一時的に封じる技。戦況に応じて、片手で締めたり両腕を使って挟んだりする。怪獣が突進してきた瞬間に抱え込んで、そのまま投げ飛ばす技に転ずることも多い。
闘牛戦法
ジラースから引きちぎった襟巻きをマントに見立て、闘牛士のように戦う戦法。
角折り戦法
パワータイプの怪獣の角を叩き折ることで、戦意を喪失させる戦法。
馬乗り戦法
上空から勢いよく四足歩行の敵の背後にのしかかり、馬乗りになって動きを抑え込みながら攻撃を加える戦法。
くすぐり戦法
相手の首や脇腹をくすぐって戦意を奪い、隙を作り出す技。第11話で使用し、馬乗りになったギャンゴから逃れた。

#### 他作品への出演時に見せる能力
ウルトラセパレーション
映画『甦れ!ウルトラマン』で使った新技。5体に分身し、それぞれが各地に飛んで独自に怪獣と戦う超能力技。
マリン・スペシウム光線
映画『甦れ!ウルトラマン』で使用。スペシウム光線の威力を強化させた7色の破壊光線。スペシウム光線が効かないゼットンを倒す。ゲーム作品『スーパーヒーロージェネレーション』でも、ウルトラマンの最強の技として使用可能。
ギガスペシウム光線
ゲーム作品『ウルトラマン Fighting Evolution Rebirth』限定の技。カオスロイドUのカオススペシウム光線を撃たれた後に、プラズマスパーク・エネルギーコアの光のパワーを得た時にのみ発射できる究極のスペシウム光線。威力は通常の光線を凌駕する。
赤い球状での体当たり（名称なし）
『ウルトラマンティガ』第49話で、円谷英二監督の想いが実体化して現れたウルトラマンが使用。ヤナカーギーを弾き飛ばす。
エネルギー付与
同じく『ウルトラマンティガ』第49話で使用。ティガにエネルギーを与える光線。
カラーリウム光線
『ウルトラマンフェスティバル2016』ライブステージで使用。敵の動きを止める光線で、敵が動きを止めている間に次の攻撃をする。
他のキャラクターとの合同技

ウルトラの星作戦
『帰ってきたウルトラマン』第38話にゲスト出演した際に、ウルトラセブンと共に使用する技。2人で飛行しながら体を交差させてエネルギー域を作り出す。ナックル星人に捕らえられたウルトラマンジャックを蘇生させる。
ダブル光線
『帰ってきたウルトラマン』第38話にゲスト出演した際に、ウルトラセブンとともに使用する技。スペシウム光線とエメリウム光線を同時に放ち、ナックル星人の円盤を破壊する。
ウルトラチャージ
Aにウルトラ4兄弟が自らの活動エネルギーをチャージする際に使用した技。
金縛り光線
『ウルトラマンタロウ』第34話にゲスト出演した際に、テンペラー星人の動きを封じるために、ウルトラマンエースと同時に発射する、青白い帯状の光線。スペシウム光線を発射するときと同じように、腕を十字型に組んで放ち、テンペラー星人の体を何重にも縛り、締め上げる。
必殺光線一斉発射（グランドスパーク）
複数のウルトラ戦士が必殺光線を同時に放つ技。
『ウルトラマンタロウ』第34話にゲスト出演した際に、ゾフィー、ウルトラセブン、ウルトラマンジャック、ウルトラマンエースとともに放つ。ウルトラマンはスペシウム光線を発射しているとされるが、構えは全員L字型である。テンペラー星人の宇宙船に向かい、それぞれが必殺光線を一斉に発射することで、大爆発させる。ウルトラマン列伝第1話にて名称が確認された。
映画『ウルトラマンメビウス&ウルトラ兄弟』ではマン・セブン・ジャック・エースの4人で使用。こちらはスペシウム光線の構えである。月面でのUキラーザウルスとの戦いでは、光線を一点に集中することで威力を増している。
映画『ウルトラマンゼロ THE MOVIE 超決戦!ベリアル銀河帝国』ではデルストの大群を倒した。
5兄弟リフター
『ウルトラマンタロウ』第34話にゲスト出演した際に、ウルトラ5兄弟がテンペラー星人を空中に放り投げる際に使用する技。5兄弟で相手を持ち上げ、回転しながら空中に放り投げる。
トリプルスピンビーム
映画『ウルトラ6兄弟VS怪獣軍団』で使う、初代マン、ウルトラセブン、タロウの3人による合体技。「トリプルスピンビーム!」と叫び、肩を組んで回転しながら、敵のエネルギーを中和させるアンチエネルギー波を放つ。怪獣帝王ゴモラのキャッチビームを無力化する。
ウルトラフラッシャー
「ウルトラフラッシャー」と叫び、初代マンのスペシウム光線、セブンのエメリウム光線、タロウのストリウム光線を同時に撃つ合体技。映画『ウルトラ6兄弟VS怪獣軍団』で使い、トリプルスピンビームで無力化したキャッチビームを破壊して中に閉じ込められていたハヌマーンを救出する。
3戦士トリプル光線
『ウルトラマンレオ』第38・39話にゲスト出演した際に、ウルトラキーを盗んだアストラをババルウ星人の化けた偽者とも知らずにかばう彼の兄・ウルトラマンレオに対し、ジャック、エースとともに放つ光線。全員が両腕をL字型に組み、右腕から発射する。
ウルトラスペシウムシュシュファイナル
『有言実行三姉妹シュシュトリアン』にゲスト出演した際、バルタン星人を倒すために使用される。前衛で巨大化したシュシュトリアンが必殺技「シュシュファイナル」のポーズを取り「ウルトラスペシウムシュシュファイナル」と技名を叫び、後衛に配したウルトラマンが「スペシウム光線」を「シュシュファイナル」を放つ交差したバトン越しにバルタン星人に向かい放つことで二つの技が合わさった技。
ファイナル・クロスシールド
映画『ウルトラマンメビウス&ウルトラ兄弟』で、Uキラーザウルスとヤプールの怨念を封印するためにウルトラセブン、ウルトラマンジャック（新マン）、ウルトラマンAと共に使う大技。光エネルギーのほぼ全てを使い果たすため、使用後は変身と戦闘を行うことが困難になる。
エネルギー照射
映画『ウルトラマンメビウス&ウルトラ兄弟』で、セブン、ジャック、Aと共に使う能力。宇宙人連合に捕らえられたメビウスに、4方向からエネルギーを与える。
結界
『ウルトラギャラクシー大怪獣バトル』で使った、付近一帯に怪獣を寄せ付けなくする結界。レイブラッド星人に肉体を封印された状態で使用し、自らの命を削りながらも人間を守る。
赤い光線（正式名称不明）
OV『ウルトラマンゼロ外伝 キラー ザ ビートスター』でゾフィー、セブンと共に放った光線。3人が手を繋いで輪を作り、回転することで発射される。ビートスターが惑星ブラムに衝突する際の時間稼ぎとして使用する。

### 変身時間
ウルトラマンの活動時間は「3分間」と視聴者に認知されているが、本作品の作中およびシナリオにおいて3分間と言及されているわけではない。作中で「ウルトラマンのエネルギーは3分間しか続かない」と初めて明言されたのは、『帰ってきたウルトラマン』の第1話である。
TBS番組宣伝課発行の「ウルトラマンあらすじ集」には「ウルトラマンの持続時間は胸に点滅するカラータイマーのランプの色と警告ブザーが示す。最初は青色で3分間、途中黄色に変わった時が注意信号で、赤色になるとあと30秒で全ての力を失う危険信号になっている」と記述されているが、これは仮タイトル時の2月15日にTBS第一会議室で作成された「レッドマン最終申し合わせ事項」をほぼそのまま引用したもの。放映直前の「週刊TVガイド」1966年6月24日号では、「ウルトラマンの胸に赤ランプがつくと、彼の超能力もあと30秒で消滅するのだ!」と、青の具体的な持続時間および黄色の注意信号の件が省略され、続く「ジュニアTBSニュース号外」では「ウルトラマンの胸に赤ランプがつきブザーが鳴るのは、もうすぐエネルギーがゼロになるという警告である」と、ラスト30秒の件までが省略されて完成作品におけるナレーションに近いものになっている。一方で、第7話には当初の基本設定を踏襲した、「あと30秒だ」というイデ隊員のセリフが存在する。
これら初期の設定を、大伴昌司が『少年マガジン』誌上で簡略化のうえ「3分間」と紹介したものを、円谷特技プロが後から公認したとされる。
なぜ制限が3分間であるかについて、円谷プロの満田かずほ監督は、多額の予算を必要とする特撮・格闘シーンを30分番組の1割に当たる3分間に収めるという約束事がなされたためと語っている。また、当時の人気格闘技ボクシングにおける1ラウンドの試合時間、長嶋茂雄の背番号などからヒントを得たとしている。

#### カラータイマー
撮影費用のかかる特撮部分の経費削減と、ウルトラマンが完全無欠のヒーローでありすぎると話に面白みが欠けるので、子供にも分かりやすい弱点を作ることが目的とされ、当初のデザインでは存在していなかったカラータイマーと変身時間の制限が導入されたといわれている。カラータイマーの点滅については、当時の主流だった白黒テレビを考慮しての面が大きい。
カラータイマーはデザイン上の要請とは無関係に後の企画会議で考案されたものであり、デザイナーの成田亨は「ロボットになってしまう」とこれを嫌い、自身が作成したウルトラマンの絵画や塑像にはカラータイマーをつけていないことも多い。また、ウルトラマンの変身・巨大化時の右手を宙空に突き上げたポーズの人形にはカラータイマーがついていないが、ウルトラマンに不可欠なデザイン上の特徴として以後のウルトラシリーズに継承され、他の類似作品にも大きな影響を与えた。成田は、『ウルトラセブン』のデザイン時にこのことを見越してウルトラセブンの額に小さなランプをあらかじめ盛り込んでおり、実際にシリーズ中盤から活動限界を知らせる機能が追加されている。
撮影に用いられた実物は、3ミリの透明板をヒートプレスして透明エポキシ樹脂で点モールドが置かれ、中には青と赤のセロファンが入っている。

### 名付け
作中では、第1話でハヤタは当初巨大宇宙人のことを「彼」と呼び「名なんか無いよ」と言っていたが、イデ隊員に「名無しの権兵衛なんてあるもんか」と言われたためその場で「ウルトラマン」と命名した。この時のハヤタはウルトラマンと一心同体になっていたため、ウルトラマンが自称したと解釈することも可能であるが、この命名がハヤタの意思なのかウルトラマンの意思なのか、作中で明示されたことはない。その後、敵対する宇宙人やゾフィーからも「ウルトラマン」と呼ばれている。
『ウルトラマンメビウス』第1話ではウルトラの父が「あの星（地球）では我々をそう呼ぶ」と語っている。
映像作品以外で「ウルトラマン」の名前のルーツが明示されることもあり、『小説 ウルトラマン』ではアラシの「ウルトラに強かった」と評するセリフから、漫画『ウルトラマン THE FIRST』では「ウルトラ作戦第一号の協力者」という着想からそれぞれハヤタが名付けている。

### ウルトラマンのデザイン・造形
ウルトラマンのデザインは、『ウルトラQ』でも怪獣や宇宙人のデザイン、セットの美術デザインを手がけた彫刻家の成田亨が担当。仕上げの最終段階で平面上の作業に見切りをつけたため、デザイン画の決定稿は存在しない。成田の指示のもと、美術スタッフの佐々木明が粘土による造型作業を繰り返す中で、マスクと身体の模様が完成した。成田のデザインイメージでは、ウルトラマンはマットなシルバー塗装ではなく、メッキ加工による銀であったという。ウルトラマンでは実現しなかったが、後に成田が美術を担当する『突撃! ヒューマン!!』において、主役ヒーローのステンレス製マスクで結実した。
雛型とスーツ、マスクの製作は佐々木明が担当。
造形は、演技者の古谷敏の体型を採寸してライフマスクを取って完全に古谷専用として作られており、他の演技者が着用することは考慮されていない。古谷の体型が八頭身であることから、マスクを着けることで成田が人体の美の理想とする七頭身になるとしている。
撮影での傷みによる作り直しと改良・修正の意味も併せて、2度大きなモデルチェンジが行われている。これはAタイプ（第13話まで）、Bタイプ（第14 - 29話）、Cタイプ（第30話以降）と呼ばれて区別されている。
マスク
Aタイプのマスクはそれ以降のマスク同様に土台となるFRP樹脂製マスクの裏打ちの表面に、マスク原型から抜いた合成ゴム・ラテックスの表皮をコートする形で作成されている。これは当初、作中で口を可動させる予定だったが、撮影が開始されてから口の開閉の効果が充分に発揮できないことが判明し、なおかつ口の横に不自然なシワができてしまったため、開閉がオミットされた。1クール分の撮影が終了したころ、傷みと劣化が進行したため、Bタイプに新調されるが、この際に口の開閉が廃されて口はモールドのみとなり、ラテックス使用の必要性がなくなったため、素材はFRP製となり、Aタイプの原型からポリエステル（FRP）で抜いて一体成型で仕上げて製作している。一部の文芸スタッフはこの経緯を知らず、放送を見て「前回まで宇宙人然としていた顔が鉄仮面のようになって驚いた」と証言している。Bタイプマスクの特徴として上アゴの部分がやや飛び出して頬がほっそりし、口幅が狭く口元が締まっていることもあってやや口の上部分が出ており、知的でシャープな顔立ちである。Aタイプマスクの途中から右の耳の中には目とカラータイマーの電飾のスイッチが付けられている。佐々木によって改良されたマスク原型から作られたCタイプマスクはBタイプに比べて細身ながらも、丸みを帯びた印象で口幅がより広く雄々しくなり、アルカイックスマイルが強調された穏やかに微笑んでいるかのような口元と、どことなく温和な雰囲気の顔立ちが特徴であり、Bタイプと比べると目の取り付け位置、耳の形状、その位置や角度も異なっている。耳の中心をくり抜くことで外部の音が聞こえやすくなっており、外側には銀色に塗った薄いスポンジが張られている。
BからCに新たに造形し直されたことについては、デザイン・造形ともに関与していた成田の「晩年近くになるまで全く知らなかった」との証言や「佐々木明が自身で造形したBタイプにどうも満足がいかず、それを解決するため独自の判断で全面的に作り直ししたのではないか」との憶測はあるが、現在に至るもはっきりとわかっていない。
この新たに作られたCタイプマスクの原型は、ゾフィーや後の『帰ってきたウルトラマン』にも流用され、以降は長期に渡ってウルトラマン（ゾフィーと新マン含む）の標準的マスクになる。
目の形状は3タイプとも共通である。最初の撮影会の段階では目に覗き穴はなかった。視界確保のために目の一部を透明パーツにするための作業が間に合わず、4月1日に行われた記者取材では成田自らマスクと目の一部に覗き穴があけたという。内部の電球が見えないよう薄めたFRPが内側に塗られている。
A・B・Cマスク共通で2ミリのエンビ板がヒートプレスしてあり、目の押し型は木製となっている。
スーツ
新宿御苑付近の東京アクアラングサービスに発注されたものが基になっている。スーツは前作のケムール人で使用したウェットスーツが質感として成功したため、ウルトラマンもウェットスーツで製作されることになった。初期のAタイプは銀と赤（朱）のラインでそれぞれ型紙を起こし、スキューバダイビング用のポリエチレンの厚さ5ミリメートルの黒いウェットスーツ生地をウレタンパッドを入れる前提で古谷の体形に合わせて裁断し、バラバラに作ったラインのパーツを接合して、ラテックスを張って製作されている。その後、当初の「宇宙人」からヒーロー性を強調した造形に変更が加えられ、スーツが作り替えられるたびに上半身がより筋骨隆々としたたくましい体型に変化していった。BタイプとCタイプは、赤い素材に銀の模様が描かれている。AタイプとBタイプはマスクとの境目付近が銀色に塗装されていたが、Cタイプは塗装されておらず、マスクとの境目がそのまま色の境界線になっている。その後、アメリカから輸入した銀色のウェットスーツを基に赤いラインを描いて使うようになり、後にアメリカ製の赤いウェットスーツを入手するとそれらを裁断して1つのスーツに縫い合わせていたという。Cタイプでは、パッドが尻部分にも入れられている。
足（靴）は、Aタイプは市販のゴム地下足袋の改造品。当初はラテックスのオリジナルのブーツを作っていたが、崩れたり破れたりとダメージが酷かったことから、後に既製品のブーツが改良されたものが使用された。Bタイプはブーツの爪先が尖って反り返っている上に、踵の上に成田のデザイン画にもあった縦に小さなヒレ（ファスナー隠しと思われる）が付いている。Cタイプは靴底を薄いゴムに貼り替えた皮革製ブーツであるため、両内側にファスナーラインが見える。第30・31話では、Bタイプと思われるものを使用しているが、第32話以降は先の反り返っていないブーツ式のものが使用された。
手は医療用（外科手術用）の極薄手の手袋を使用し、スーツとの継ぎ目を撮影のたびにテープで貼って隠した上で、手から手首全体をスーツと同じ銀色に塗装することで、視聴者に「人が着ぐるみを着て演じている」印象を薄める処理がなされている。足についても靴とスーツの境目に同様の処理が施されている。Cタイプではグローブの上に袖部分をはめている。
電飾のバッテリーは両脇に仕込まれている。
第39話のゾフィーの赤い球の中にいるウルトラマンは、ゾフィーがウルトラマンのスーツを流用しているため、古谷敏がゾフィーを担当することとなり、ゾフィーの手前で詰め物がされたウルトラマンのスーツをピアノ線で吊っている。ウルトラマンのスーツアクターを務めた古谷敏は、隆々とした体型にするためにウレタンを入れていたことから、古谷自身の皮膚感として伝わってこず、殴られた際の痛みは少ないものの、芝居はし難しかったとしている。
塗装
塗装にもウェットスーツ（ゴム）に対する密着性とアクションに伴う伸縮性が求められたが、当時はウェットスーツ専用の塗料が存在しなかった。そこで、ゴム系接着剤を溶剤で希釈したものに銀粉を混ぜた専用の塗料を手作りし、使用している。これは通称「円谷銀」「ボンド銀」と呼ばれ、ムラにならないようにするために非常に薄く、何度も塗り重ねてようやく塗装面として完成する。ウェットスーツ専用の塗料が一般に出回るようになるまで、以降のシリーズや他の円谷ヒーローなどの塗装の基本になった。黒いスーツの全体を銀色に塗装し、赤い色を上から重ねて塗っていたが、当初用いられていた塗料は色落ちや乾燥後のひび割れが激しく、撮影の度に補修が必要となっていた。
Aタイプでは配色に合わせてスーツが継ぎ接ぎされていたが、Bタイプ以降は塗料のみで色分けされている。Cタイプでは頭部側面が銀部分がなくなって赤一色のみに変更され、マスクのラインが赤と銀の分かれ目になっている。
また、ウルトラマンの赤色は本来は朱色だが、ネロンガ戦とその時の雑誌用特写で見られる色は真っ赤である。これは当時、まだ主流だったモノクロでの掲載を考慮してコントラストをハッキリさせるためのこの撮影時のみの処置で、後から拭き取れるように朱色の上からポスターカラーで赤く塗ったものだった。
スーツの保存・その後
これら撮影用スーツのその後の処理、保存状況などの詳細は以下の通りである。
- Aタイプ - Bタイプに交代後、マスクを剥がしてにせウルトラマンを経て、ゾフィーに改造。マスクはラテックスのために劣化し、廃棄されて現存しない。
- Bタイプ - Cタイプに交代後は円谷倉庫で保管されていたが、1970年代に盗難に遭って現在に至るまで所在不明。
- Cタイプ - 撮影終了後に番組スタッフの手元に渡っており、スーツ本体は経年劣化してしまったが、マスクのみスーツから外され当時の実物が現存する。

ウルトラマンのスーツはゴム素材のウェットスーツを使用しているため、ゴムの腐食による傷みが激しく、数年以上完全な形で保存できない。また、銀色などの塗装にも合成ゴム系接着剤が使用されるため、日ごとに柔軟性が下がり、塗装面が大きいほどスーツが硬化して縮んでしまう。また撮影用スーツについては、爆発の爆煙効果に使用されるセメント粉が表面の微細な気泡に入り込んで硬化してしまうため、なお劣化が早い。後のウルトラシリーズの各番組や映画、またイベントや展示、CM撮影時には、数年ごとに新調されている。作品の制作が終了後もこうして多くのスーツが作られる。またこれらは基本的に手造りであり、当初はこれほど長期的コンテンツになるとは考えられておらず、身体のラインの型紙なども存在しなかった。既存の写真などを参考に作るため、細部の異なった様々なバリエーションのスーツが存在することになる。スーツは中に入る演技者の体形に合わせて製作されるため、身長や体型の違いによるバリエーションも非常に多い。
Cタイプを模したマスクは、佐々木明が撮影当時にオリジナルの型から作成したレプリカを原型としているが、古谷のような長身のスーツアクターは稀であるため、マスクを小さくしてバランスをとっている。目やカラータイマーの電飾は電球ではなくLEDが用いられている。

### 他作品での活躍
第2期ウルトラシリーズでは特別視されていたため、単独で客演したことはなかった。だが、平成以降は単独での客演が多くなる。『メビウス』以降の作品では、ウルトラ兄弟の中でも伝説的存在とされる「ウルトラ6兄弟」の1人にカウントされている。
『帰ってきたウルトラマン』
第38話に登場。ナックル星人によって処刑寸前だったジャックを、セブンと敢行した「ウルトラの星作戦」で救出する。ハヤタの姿でも登場し、さらには科特隊の隊員服を着ていた。
第51話では直接姿を見せてはいないものの、郷秀樹（ジャック）にテレパシーを送る。声は谷津勲が担当。
『ウルトラマンA』
第1話、第13・14話、第26・27話に登場し、第13話のみ辻村真人が声を担当。
第1話でウルトラマンエースが北斗星司と南夕子にウルトラリングを与える場に立ち会う。第13・14話でヤプールの罠でゴルゴダ星におびき寄せられ、自分たちに気を使うエースを叱責する。エースを地球に送った後、十字架に縛られてスペシウム光線のエネルギーを奪われる。第26・27話ではヒッポリト星人にブロンズ像にされたエース同様、ヒッポリト星人の前にブロンズ化される。
- 第1話でのスーツは、ジャックのスーツを塗り替えたもの。

『ウルトラマンタロウ』
第1話、第25話、第33・34話、第40話に登場。第1話でアストロモンスとの戦いで瀕死の重傷を負った東光太郎をウルトラの国に連れていき、ウルトラマンタロウと合体させる。第25話でウルトラの国でタロウらとウルトラ六重合体を果たし、ウルトラタワーからウルトラベルを入手する。第33・34話でタロウからの招待で地球を訪れ、兄弟全員でテンペラー星人と戦う。第40話では天王星でタイラントと戦い、敗北する。
『ウルトラマンレオ』
第38・39話に登場。ババルウ星人の計略にかかり、ウルトラマンレオと戦う。
映画『ウルトラ6兄弟VS怪獣軍団』
古川登志夫が声を担当。
映画『ウルトラマンZOFFY ウルトラの戦士VS大怪獣軍団』
映画『ウルトラマン物語』
上記とも声は堀内賢雄が担当。
『ウルトラマンティガ』
第49話に登場。単独では初の客演。マドカ・ダイゴ（ウルトラマンティガ）がパラレルワールド（1965年の円谷プロ）に迷い込むという設定のもとで客演を果たす。宇宙恐竜ヤナカーギーに苦戦するティガと共闘する。声は二又一成が担当。
『ウルトラマンメビウス』
第1話、第47話、第50話、劇場版、OV『ウルトラマンメビウス外伝 ゴーストリバース』STAGE.1に登場。
劇場版では、ウルトラマンメビウスが地球防衛に就く20年前にセブン、ジャック、エースとともにファイナル・クロスシールドでヤプールを封印したのと引き替えに変身能力を失い、ハヤタの姿になって神戸空港の空港長を務めながらヤプールを監視していた。ヒビノ・ミライ（メビウス）に対し、「ウルトラ戦士は決して神ではなく、どんなに頑張っても救えない命や届かない想いもある」ということを認めながらも、「大切なのは最後まで諦めないこと」であると諭した。ヤプール復活を目論む宇宙人連合の策略に陥れられ、十字架にかけられたメビウスを救出するため、決死の変身を果たす。上着の襟には科特隊のエンブレムを付けている。映画のエンドロールや公式サイトなどのクレジットでは「ハヤタ」のみの表記であるが、作中の小道具である神戸空港制限区域立入証では「ハヤタ・シン」と表記されている。
第47話では暗黒四天王最後の刺客・メフィラス星人が仕組んだゲームを傍観せざるを得なかったが、最終的にはメビウスとタッグを組み、メフィラス星人と戦う。第50話ではCREW GUYSにテレパシーを送って励まし、セブンから80までの兄弟と協力して太陽を覆っていた黒点を消し去る。『ゴーストリバース』STAGE.1では、ウルトラマンヒカリからのウルトラサインを見て、エースやタロウを怪獣墓場に向かうのを見届ける。
- 劇場版ではAタイプを再現した着ぐるみが使用された。

『ウルトラギャラクシー大怪獣バトル』
第13話に登場。レイブラッド星人によって惑星ボリスで石像化していたが、レイモンの力によって封印を解かれ、キングジョーブラックからペンドラゴンを助ける。
映画『大決戦!超ウルトラ8兄弟』
ウルトラマンが存在しないパラレルワールドで普通の人間として暮らしていたが、世界の危機に接してウルトラマンの記憶が宿り、モロボシ・ダン（セブン）、郷（ジャック）、北斗星司（エース）とともに変身する。
エンドロールでは「ハヤタ」のみの表記であるが、公式サイトのクレジットでは「ハヤタ・シン」と表記されている。
- スーツは『ウルトラマンメビウス&ウルトラ兄弟』で使用されたAタイプを模したものが用いられた。

『ウルトラギャラクシー大怪獣バトル NEVER ENDING ODYSSEY』
第13話に登場。セブンとともにレイブラッド星人を撃破し、窮地に陥ったペンドラゴンを救う。
映画『大怪獣バトル ウルトラ銀河伝説 THE MOVIE』
セブンやメビウス、レイオニクス・レイとともに、ウルトラマンベリアルが率いる怪獣軍団と戦う。
- スーツは他のウルトラ戦士との区別などからBタイプを模したものが用いられた。

映画『ウルトラマンゼロ THE MOVIE 超決戦!ベリアル銀河帝国』
アナザースペースへと旅立つウルトラマンゼロに、他のウルトラ戦士とともにエネルギーを与えた後、光の国を襲撃したダークロプス軍団を迎え撃つ。
- スーツはCタイプを模したものが用いられた。

OV『ウルトラマンゼロ外伝 キラー ザ ビートスター』
ビートスター天球で戦っていたウルティメイトフォースゼロの危機に、セブンやゾフィーとともに駆けつけ、天球のコースを変える時間稼ぎを行う。
映画『ウルトラマンサーガ』
セブン、ジャック、エース、レオとともにゼロの身を案じた他、本編からカットされたシーンではバット星人が作りだした怪獣兵器アントラーと戦う。また、ゼロが時空を越えたのが怪獣墓場から怪獣を連れ去る謎の円盤と関係があると察知している。
『新ウルトラマン列伝』
第1話に登場。セブンやゾフィーとともに歴代ウルトラマンの地球人との出会いを振り返った後、ウルトラマンギンガを紹介する。
『ウルトラマンギンガ』
他のウルトラ戦士とともに、スパークドールズに変えられた。第8話終盤において、ウルトラマンダーク（SD）にダークライブされ突如出現、ギンガの前に立ちはだかる。ウルトラセブンダーク（SD）とのコンビネーションでギンガを苦しめるが最終的に敗北し、スパークドールズはヒカルのもとに渡る。第10話では久野千草がギンガライトスパークでウルトライブし、ウルトラセブン（SD）やウルトラマンティガ（SD）とともにスーパーグランドキング（SD）と戦うも敗れ、スパークドールズに戻る。最終回（第11話）で他のスパークドールズたちとともに地球を去る。番外編ではギンガライトスパークとともに再び地球に飛来し、再び千草がウルトライブしてティガ（SD）とともにゼットン（SD）やマグマ星人（SD）と戦う。
『ウルトラマンギンガS』
直接登場していないが、ウルトラマンギンガストリウムのウルトラ6兄弟の力のうち2つにウルトラマンの技（スペシウム光線とウルトラスラッシュ＝八つ裂き光輪）とイメージが登場。スペシウム光線はインペライザー軍団を殲滅した。ファイブキング（SDU）にも使用し、レイキュバスの部位を破壊した。物語開始時点より1年前を描いた前日談小説『マウンテンピーナッツ』では三度ギンガライトスパークとともに地球へ飛来。千草と共にデットン（SD）、ジャミラ（SD）、ノスフェル(SD)と交戦した。
映画『劇場版 ウルトラマンX きたぞ! われらのウルトラマン』
ザイゴーグを封印していた碧石より出現し、ゴーグファイヤーゴルザと戦う。
- スーツはCタイプを模したものが新造された。マスクはCタイプのレプリカをデジタルスキャンして3Dプリンターで縮小して出力したものから型どりしている。

『ウルトラマンオーブ』
直接登場していないが、かつてマガゼットンを封印しており、ウルトラマンオーブ＝クレナイ・ガイがマガゼットンを倒した際にウルトラマンのフュージョンカードがオーブの手に渡った。それ以降、オーブがスペシウムゼペリオンに変身する際には、イメージとして登場。
第25話でフュージョンカードの絵柄が実体化した。
『ウルトラマンジード』
第1話、第25話、劇場版に登場。第1話では他のウルトラ戦士たちとともにベリアルと戦い、第25話ではセブンやレオ、劇場版ではウルトラの父、ウルトラの母、ゾフィー、セブンとともにジードに思いを馳せた。台詞は発していない。
この他、ジードがプリミティブに変身する際、ジード ロイヤルメガマスターが第17話でブラザーズシールド、第19話でスペシウムフラッシャーを使用した際にそれぞれ、イメージとして登場。
『ウルトラマンR/B』
ウルトラマン本人は登場していないが、光のエレメントを宿したウルトラマンクリスタルが登場。ウルトラマンロッソとウルトラマンブルがウルトラマンルーブに合体変身する時、イメージとして登場。
『ウルトラギャラクシーファイト ニュージェネレーションヒーローズ』
ゾフィー、セブン、ジャック、エース、タロウとともに登場。台詞は発していない。
『ウルトラギャラクシーファイト 運命の衝突』
声は櫻井孝宏。

### 本作品以降に登場する形態
- グリッターバージョン
- ウルトラマンダーク（SD）
- 他のウルトラ戦士との合体
  - スーパーウルトラマン
  - メビウスインフィニティー
- ウルトラマンの能力を持つ他のウルトラ戦士の形態
  - グライセイバードゼロ
  - ウルトラマンギンガストリウム
  - ウルトラマンエクシードX ベータスパークアーマー
  - ウルトラマンオーブ
    - スペシウムゼペリオン
    - スペシウムシュトローム

  - ウルトラマンジード
    - プリミティブ
    - シャイニングミスティック

  - ウルトラマンゼット ベータスマッシュ

## 総称としての「ウルトラマン」
テレビシリーズの終了後、本作品の流れをくむ作品群「ウルトラシリーズ」が制作され、各作品のヒーローは「ウルトラマン」と総称されるようになった。その後、作中世界においても、『ウルトラマンメビウス』の物語冒頭でウルトラの父がメビウスに対し「地球人が光の国の戦士たちを「ウルトラマン」と呼ぶ」と語っており、彼らの総称として「ウルトラマン」という名称が定着していることが物語にも反映された。
その姿は基本的にFRP製のマスクとウェットスーツをベースにしたスーツで造形され、銀と赤を基調としたデザインや、胸部の発光器などの特徴がある。しかし、それぞれの要素に例外が多く、全員の共通項を示すのは難しい。
当初はM78星雲光の国と呼ばれる特定の星の出身と設定されていたが、シリーズが続くにつれてウルトラマンレオやジョーニアス、ウルトラマンオーブなどM78星雲出身でないウルトラマンや、ウルトラマンガイアのように宇宙人でないウルトラマンも登場し、出自の設定も多彩になっている。
詳細はウルトラシリーズの各作品およびウルトラマン一覧を参照。

## 登場人物

### 科学特捜隊隊員

科学特捜隊 (左からイデ、アラシ、ムラマツ、フジ、ハヤタ、ホシノ少年) (『アサヒグラフ』1967年1月6日号より)

隊員の名前はカタカナ表記のみで、フジ・アキコとホシノ・イサム以外のメンバーには名字しか設定されていなかったが、1996年公開の映画『甦れ!ウルトラマン』で全隊員のフルネームと漢字表記が追加設定された。年齢は、TBS番宣課が発行した「ウルトラマンあらすじ集」第一集に基づく。
ムラマツ（ムラマツ・トシオ/村松敏夫）
年齢36歳。科学特捜隊日本支部ムラマツ班隊長。通称「キャップ」。
部下を見守る良き隊長であり、謹厳実直な性格で部下からも慕われる。その一方、必要なときには冷徹な判断を下すこともある。侵略行為から地球を守るという科特隊の使命に対しては常に忠実であり、ウルトラマンによる破壊行為に対しても堂々と出動命令を下す決断力も持つ。また、バルタン星人の対策会議で攻撃に反対したり、ゼットン星人の円盤の侵攻に際しても攻撃を主張する部下をなだめるなど、慎重派の姿を見せる。ウルトラマンが宇宙に帰っていく際、寂しさに駆られる部下たちに向けて、「地球の平和は我々、科学特捜隊の手で守り抜いていこう」と告げた。パイプ煙草とコーヒーの愛好者。
- 『帰ってきたウルトラマン』の前身となる企画『続ウルトラマン』では、既に引退した老人で、再び現れた怪獣に苦戦する地球防衛組織に助言を与える人物として登場が予定されていた。

ハヤタ（ハヤタ・シン/早田進）
科学特捜隊養成所を首席で卒業したエリート隊員。年齢25歳。
竜ヶ森湖上空をパトロール中に、怪獣ベムラーを追っていたウルトラマンと衝突して殉職する。直後ウルトラマンと一心同体になって復活し、事件の際はウルトラマンに変身して怪獣や宇宙人と戦う。ウルトラマンと一心同体となって以降のハヤタの意識が本人のものなのか、それともウルトラマンの意識なのかは、明確に設定されていない。
ムラマツ不在時はキャップ代理を務める。職務を忠実にこなす真面目な隊員であるが、第32話ではくじ引きに細工をする、第34話では変身しようとして間違ってスプーンを掲げる、第35話では地球の平和のために倒し続けた怪獣たちに謝罪、第37話では戦意喪失によりピグモンを死なせてしまったイデに激昂して殴るなど、人間味を感じさせる一面も見せている。
ハヤタがウルトラマンであることは、他の隊員たちには知られることはない。第14話のシナリオ準備稿では、ハヤタとウルトラマンが同じ個所を負傷したことを、ムラマツとアラシが不審がるシーンがあったが、未使用に終わっている。とはいえ、第1話でウルトラマンに命を救われたことは明かしており、また第11話ではウルトラマンとの特殊な関係を匂わせてもいる。メフィラス星人から「貴様は宇宙人なのか？人間なのか？」と問われた際には、「両方さ。貴様のような宇宙の掟を破る奴と戦うために生まれてきたんだ」と答えている。
第39話でゾフィーから新たな命を与えられて、ウルトラマンと分離させられた。ウルトラマンと同化してからの記憶は失われており、そのことを不思議に思いながらも、宇宙に帰っていくウルトラマンを科特隊の仲間たちと共に見送った。
その後、ウルトラマンがハヤタに姿を変えて登場することがあった。
『ウルトラマン怪獣伝説 40年目の真実』（2005年）ではウルトラマンとの再会が描かれた。
映画『大決戦!超ウルトラ8兄弟』（2008年9月13日公開）では、別世界のハヤタとフジ・アキコが夫婦になっており、こちらの世界の記憶がそれぞれ宿った際に、アキコが秘かにハヤタとウルトラマンの関係を知っていたことを示唆する発言をした。
テレビシリーズから40年後の世界を描いた『ULTRAMAN』では17歳の息子、進次郎がおり、自身は防衛大臣の職に就いている。
- 企画段階では、黒沢年雄や久保明もキャスティング候補に挙がっていた。久保は、ブームになってからはやっておけばよかったという想いも抱いたが、当時は怪獣もの専門として扱われることを嫌っていたという。
- 『帰ってきたウルトラマン』の前身となる企画『続ウルトラマン』では、すでに引退し、冒険家になっている設定で登場が予定されていた。

フジ・アキコ（富士明子）
年齢21歳。科特隊ムラマツ班の紅一点。主に本部での通信オペレーションを担当するが、現場へも積極的に出動する活動的な隊員。女性であることを理由に軽く見られることに対しては、少なからず反感を持つ。その一方、病人用のスープやチョコレート菓子を作って振舞ったり、自身の誕生石である真珠でおしゃれするなど女性らしい一面もあり、野点と怪獣供養では和服姿も披露する。第4話ではムラマツに「入隊以来一度も休暇を取っていない」と語られ、他の隊員たちに出動命令が下った中で一人だけ休暇を取っている。第14話では、プライベートでイデ隊員に銀座で買い物の付き添いをさせる。第24話では自分のミスで事態を悪化させたと思い込み、危険な水中任務を自ら志願するという責任感の強さも見せる。物語中、ザラブ星人がフジ隊員の姿に化ける、メフィラス星人に巨人化させられる、ケロニアやゼットン星人に一人でいるところを襲われるなど、宇宙人らの標的になることが多い。
サトルという弟がいる。
映画『大決戦!超ウルトラ8兄弟』（2008年公開）では別世界の設定ながらハヤタと夫婦として登場する。
- 初期の台本では、「藤アキコ」という名前だった。本作品の企画時から『ウルトラQ』のレギュラーを1人スピンオフさせる旨が要求されていたため、江戸川由利子役の桜井が抜擢された。第32話で髪を結っているのは、同話にゲストとして出演した真理アンヌの髪がロングだったことによるものであったが、結果的に真理もショートにしていたという。

イデ（イデ・ミツヒロ/井手光弘）
年齢24歳。科特隊の科学担当で、数々の武器や装備を開発した発明マニア。隊員たちの前ではコミカルなムードメーカーである一方で繊細な面も持ち、自分のミスを償うために無謀な行動に出たり（第13話）、事情のある敵との戦いを躊躇する（第23話、第30話）こともある。また、ウルトラマンさえいれば防衛チームは必要ないのではないかという、後のシリーズで繰り返し問われるテーマをいち早く提起する（第37話）。
第2話と第12話でウルトラマンとハヤタが同一人物ではないかという疑念を抱く。
幼いころに母を亡くしたらしい（第30話）。
漫画『ULTRAMAN』では光の巨人記念館の館長に就任している。
アラシ（アラシ・ダイスケ/嵐大助）
年齢26歳。科特隊きっての射撃の名手にして怪力の持ち主。人間大のグリーンモンスを投げ飛ばした。スパイダーショットを筆頭に、イデの開発した銃器はほとんどアラシが使用する。熱血漢であり、斬り込み隊長的な役回りが多く、そのためにバルタン星人にメッセンジャーとして体を乗っ取られる、ネロンガの電撃で気絶させられ、グリーンモンスの毒霧を2度も浴びせられるなど、しばしば危険な目に遭う。一見すると明るい性格だが、場合によっては一人で責任を背負い込むなどナイーブな面もある。第36話ではムラマツの命令に背いたために隊員の資格を一時剥奪される。
作中ではよくイデとコンビを組み、二人の会話でストーリーが進むことが多い。
ホシノ・イサム（星野勇）
年齢11歳。科特隊本部にフリーパスで出入りしている少年。本部への部外者の出入りは禁止されていると第20話で説明されるが、彼がどのような資格で出入りが許可されているのかは語られていない。第17話で「ハヤタを助けた」功績により準隊員に任命されたが、既に第16話で科特隊の制服を着用する。年少者であるため、放射能汚染が懸念されるような危険な現場への出動は認められていない。スパイダーショットでネロンガの片目を潰したり（第3話）、フジとミチコをラゴンから逃がすために自ら囮になったり（第4話）、ザラブ星人に捕らえられたハヤタにベーターカプセルを届けたり（第18話）、フジ隊員に代わって小型ビートルを本隊の指示を受けながら離陸させたり（第21話）と、子供ながら数々の功績を残す。
- 演者がスキー事故で骨折したため、第25話を最後に降板。作中では何の説明もないままの退場となった。
- 『超ウルトラ8兄弟』の初期プロット『ウルトラマンメビウス&ウルトラ兄弟2』では、成人している設定で登場。

### 科学特捜隊の協力者
岩本博士（）
40歳、御殿山の科学センター所長。ジェットビートルの設計者であると同時に、フェニックス号などの高性能宇宙船も開発している。冷静な判断力とロケット工学や動物学などあらゆる方面の学問に精通する優れた頭脳で科学特捜隊に貢献している。
最終回では前日に作った無重力弾でウルトラマンでも倒せなかったゼットンを一瞬で倒した。
ゲーム『ウルトラ作戦 科特隊出動せよ!』の設定では、科特隊初任務時に引退した一の谷博士に代わって科特隊顧問になったとされる。
- 第11話の山本博士、第24話の山川博士、第33話のヤマモト博士は脚本では岩本博士になっており、第18話の森田博士、第36話の博士を含めていずれも岩本博士役の平田の代役であった。

## 科学特捜隊
国際科学警察機構の下部組織で、正式名称は科学特別捜査隊（）。略称は科特隊（）。通常の警察組織では対処できない怪事件や異変の調査、地球を他惑星の侵略者からの防衛が主な任務である。基本的には怪事件調査のための組織で、怪獣との戦闘は特別任務である。パリに本部があり、作中ではインドやボリビア、ニューヨーク、中近東などの支部について言及され、他にもブラジル、ロンドン、モスクワ、トルコ、そして日本に支部を置く。外部から本部へは交換手を介しての通話が可能で、緊急連絡時の直通番号は999。英語表記はSSSP（Science Special Search Party・通称スリーエスピー）である。設定ではパリ本部の長官はスイス人のF・G・ピースであるとされている。
日本（極東）支部の隊員で作品中に登場するのは5名で、ムラマツ隊長以下副隊長格のハヤタ隊員、アラシ隊員、イデ隊員、フジ・アキコ隊員。途中からホシノ少年も準隊員になり、ピグモンにも特別隊員の称号が贈られる（第37話）。パリ本部やインド支部の隊員が訪れることもある（第7話、22話、23話、31話、32話）。
ムラマツ隊長以下のムラマツ班の他にも、『ウルトラマンメビウス』には宇宙での任務を目的としたサコミズ班が登場するほか、設定上はミナト班やヤマト班などが存在しており、金城哲夫の小説では100人以上の隊員がいると設定されている。また、漫画『ウルトラマン 科特隊奮戦記 ジャイアント作戦』には、電波班・分析班・技術班などのほか、科特隊日本支部上層部の人間としてサイゴウ総司令、ミヤジマ副司令が登場する。
設定では、『ウルトラQ』に登場した一ノ谷博士らが中心となって日本支部を設立したとされ、『ウルトラQ』と本作品の間の出来事を描いた円谷プロ公認のPCゲーム『ウルトラ作戦 科特隊出動せよ!』では、ウルトラマンが現れる以前から怪獣と戦っており、創設者の一ノ谷博士も最初はメンバーに入っていたが第1話「科特隊日本支部誕生」の六角村での核露怪獣ゴルドキング迎撃作戦時に重傷を負い、第一線から退いている。第31話のムラマツキャップの話によると、少なくとも20年は歴史がある。
ビデオ『ウルトラマンのすべて!』（バンダイビジュアル）では科学特捜隊が創設されることになった理由として『ウルトラQ』に登場したゴメス、ゴロー、ペギラ、ガラモンの映像を見せている。
本来は戦闘よりも調査に重点を置いた組織として描かれているが、科特隊が独力で倒す怪獣も多く（科特隊がいなければ、ウルトラマンが倒されていたかもしれないケースもある）、その数は歴代の防衛チームで最多である。

### 日本支部基地
東京近郊（城西方面）に位置し、スロープに囲まれた五面体型で銀色の建造物と五面体型で黒色の建造物を組み合わせた「本部」と呼ばれる支部、効率的に配置されたジェットビートルの発着ポートなどの付属建造物で構成されている。本部の外壁は、あらゆる光線や熱線を遮る特殊な合金を加えた鉄筋コンクリート製。基地内部には、隊員たちが勤務する地下に大型電子頭脳が装備された司令室をはじめ、司令室の上階とポールで繋がる隊員寝室や、ホテル並みの環境が整った来客用のレスト・ルーム、回収された遺留品を研究する保管室に、新装備開発のための作業室などが置かれ、基地周囲には、自動消火装置や鉄壁も設置されている。
24時間体制で隊員と守衛が常駐して備えている。
第17話で、ブルトンが生み出した四次元空間に包まれ、第31話ではゴトウに化けたケロニアに侵入されるなど、襲撃を受けることも少なくない。また最終回では、ゼットン星人に侵入されて内部を破壊され、ゼットンの火球攻撃を受けて火災が発生する。
第38話と最終回である第39話では、司令室の大型電子頭脳以外に様々なレーダー機や計測器といったコンソールシステムが導入されている。
『ULTRAMAN』の世界では表向き解体されており、日本支部はウルトラマンの軌跡、活躍を展示した「光の巨人記念館」となっている。
デザイン・造形
デザインは成田亨が担当。最初に作られたセットは初期のライブ撮影後に取り壊され、その後は必要に応じて新たに作られた。第16話で作られたセットでは、ビートルの発射台にカタパルトが増設され、同時に周囲の骨組みや照明の色が変更された。第17話で作られたセットは、発射台の裏手を通るスロープの基部の形状やレーダーの位置が異なる。第39話で作られたセットは、本棟と発射台の位置関係が異なる（そのためスロープがなくなっている）ほか、別棟の形状がまったく異なる。
司令室は、東京美術センターの倉庫であったNo.3ステージの南側の一角に組まれ、大コンピューターの稼働をイメージさせるために、壁面コンピューターには大量に小型電球が配されている。

### 装備
科学特捜隊は数々の特殊装備を持ち、状況に応じて運用している。装備の開発は主に科学センター所属の岩本博士とイデ隊員が行っている。

#### 隊員服
通常任務や非番の際は威圧感を与えないために青いブレザーとライトブラウンのスラックスとネクタイ（フジ隊員はスカート）、白いワイシャツを着用している。作戦出動時の戦闘服はオレンジ色で、オレンジ色のネクタイ、黒いブーツとグローブをつける。肩から背中はセーラー服のような処理がされており、ワイシャツのようにもなっている。耐寒・耐熱性が高く、宇宙空間では簡易宇宙服の機能も持つ。ネクタイピンのオートジャイロは放射能や電磁波を感知してランプが点滅する危険探知機である。また、設定のみではあるが、小型カメラがベルトのバックルにある。左胸のスリットに収納するためのチャックがあるが、ハヤタのみの仕様である。
普段着ている青いブレザーの下に出動時のユニフォームを身に着けており、着替えを必要としないのも、本作品だけの設定である。また、簡単な調査活動や一般市民への聞き込み、他の支部から来た隊員の出迎えなどの場合には、ブレザーのままで出る（第3話、22話、28話、31話、32話）。
- デザインは岩崎致躬が担当[110]。科学特捜隊の企画設定であった「国際警察機構」のイメージから警官のようなものに仕上げられた[113]。オレンジはクランクイン以降は赤味がやや強くなっている[110]。

#### 銃器類・特殊装備
流星バッジ
隊員全員（岩本博士を含む）が隊員服の襟につけている科特隊のエンブレム型バッジで、内蔵されているアンテナを伸ばして超小型の高性能通信機として使用される。普段は、服の裏地にあるパイプの中に収められている。
- 中央部にある流星マークは布製で、左右にあるカバーは金属の叩き出しである。マークのライン処理が異なる2種類のものが存在する。
- 通信機器の呼び出し音は、『三大怪獣 地球最大の決戦』のキングギドラの鳴き声を流用している。

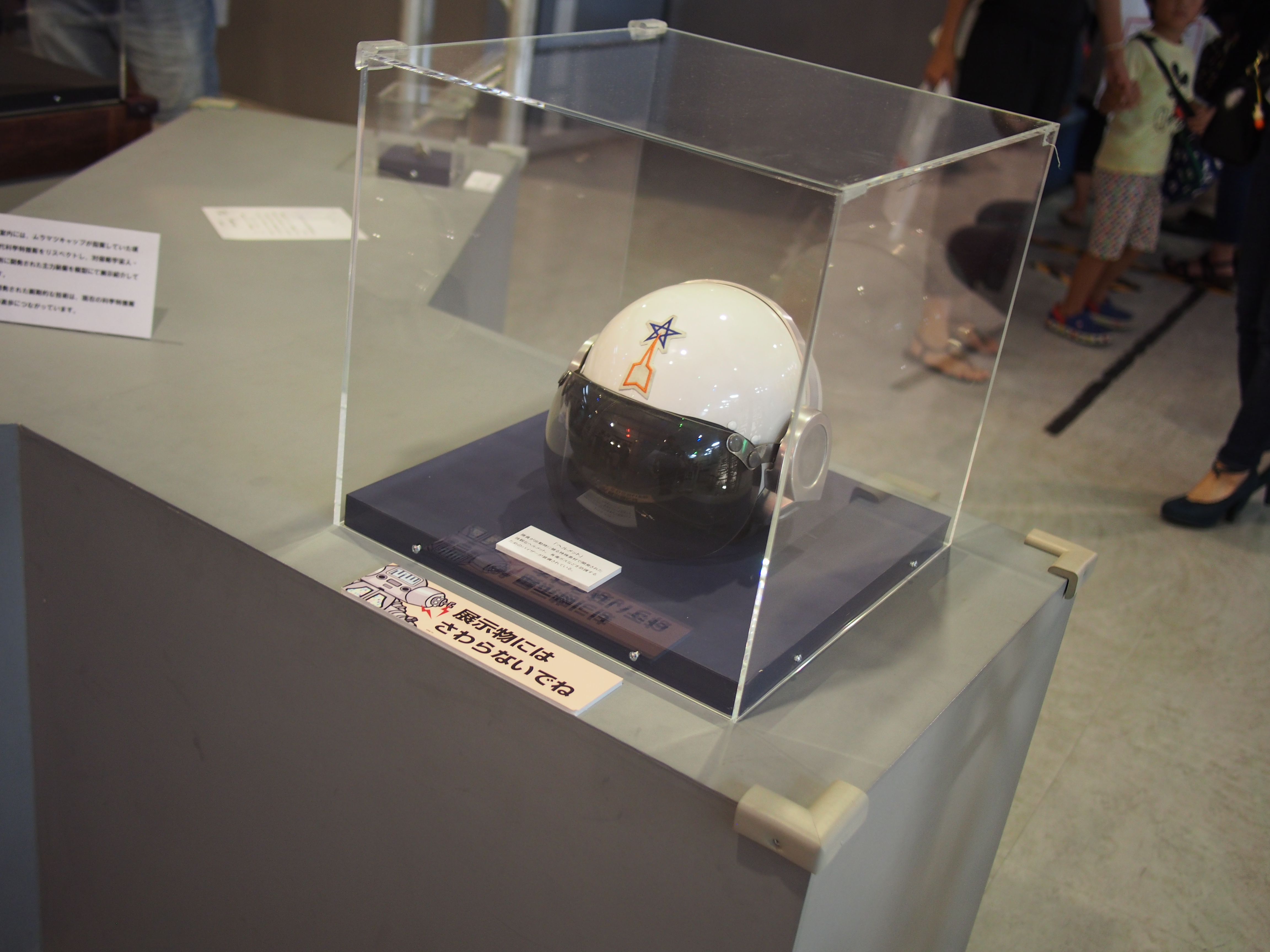
科特隊のヘルメット

ヘルメット
出動時に被る特殊ヘルメット。丈夫な素材で出来ており、無線機と、防護バイザーを備える。放射能防御バリア機能も備わっており、第18話で使用された。話数や隊員によってバイザーの色が異なっている。
- 撮影用プロップは、当時クノー工業から市販されていたバイク用ヘルメットをベースに美術スタッフが製作したもの。

防毒マスク
ヘルメットの別添パーツ。第21話のみ使用された。ヘルメットの正面に装着してバイザーを下ろせば、顔面を完全に覆うことができる。あらゆる毒ガスから隊員の生命を守るために開発された高性能なマスクだが、ケムラーの吐く強烈な亜硫酸ガスに対してはあまり効果がない。
潜水用具
第24話に登場。グビラに襲われた海洋センターの救助活動でフジ隊員が着用。ウェットスーツとアクアラングのみと動きやすく非常に軽装だが深海200メートルの水圧やグビラの巨体が起こす水流にも耐えることができる。
宇宙服
第38話に登場。Q星での探査において隊員たちが着用した酸素ボンベとセットになった気密服。緊急時にはボンベから酸素を噴射させることで短時間ながら500メートルの飛行も可能。
スーパーガン
全長：25センチメートル 重量：1キログラム
隊員全員が腰のホルスターに携行する小型レーザー光線銃。岩本博士、福山博士も装備。安全装置を解除すると基部に格納されていた銃身が瞬時に飛び出し、稲妻状の高出力レーザー光線（第5話では直線状、11話では連射する光弾状）を撃ち出す。単独使用では怪獣を牽制する程度の威力しかないが、第37話では3人で銃口を合わせて格段に破壊力を向上させて一斉に撃つトリプルショットで再生テレスドンを倒す。パワーを絞ることで門扉の開閉スイッチを押すことも可能。また、以下のような各種の特殊弾やアタッチメントを銃身に装着して、様々な戦術を行うことができる。科特隊基地への来訪者に対しては、ムラマツがこの銃を用いて身体検査を行う（第22、31話）。
後年制作された『ウルトラマンダイナ』第41話の作中にも同型の銃が登場するが、本作品との繋がりを意図した演出ではない。また、小説『ウルトラマンメビウス アンデレスホリゾント』では、銃身を切り詰めたスーパーガン・コンバットタイプの存在が語られている。
- 撮影用プロップは金属を削り出して作られており、後年のインタビューで桜井浩子がその重さのために苦労したと語っている。

特殊風船爆弾
第8話に登場。命中すると風船爆弾が飛び出す。用心のためにピグモンに取り付け、さらに見失わないための目印とした。後にレッドキングの前に飛んだ瞬間スーパーガンで撃たれ爆発した。
SOS信号弾
第8話で登場。上空に色のついた煙を撒く信号弾を打ち上げる。
原子弾
第19話に登場。バニラの目をつぶす。
麻酔弾
第34話に登場。強力な麻酔機能でスカイドンを約10分間眠らせる。
新型麻酔弾
麻酔弾と同じく、第34話に登場。麻酔弾より効果は強く、スカイドンに使用。
UNG麻酔弾
第26話に登場。ワシントン大学のスミス博士が開発した、米国製の新型麻酔弾。気温などにもよるが一発で6時間近くは効果がある。ゴモラに使用して眠らせるが、6時間より早く目を覚ます。希少な兵器で、ムラマツはNY支部に追加の麻酔弾を発注するが、在庫切れと回答される。
小型発信弾
第27話でゴモラの尻尾に撃ち込み、移動するゴモラの位置を確認した。
スパーク8
第37話に登場。イデ隊員の発明した新兵器で、スーパーガンの銃身に装着したアタッチメントから強力な光弾を連射する。巨大怪獣の体を粉砕するほどの破壊力がある。再生ドラコ、ジェロニモンを撃破した。
無重力弾
第39話に登場。岩本博士が一発のみ試作した強力爆弾で、ウルトラマンを倒したゼットンを、一撃で空中に浮かせ爆発させる。文献では形状が鉛筆に似ているためペンシル爆弾と表記されていることが多い。
スタミナカプセル
映画『甦れ!ウルトラマン』に登場。イデ隊員が開発した物で、ウルトラマンのスタミナを回復させる効果を持つ。ウルトラマンのカラータイマーに命中し、点滅していたカラータイマーを青にまで回復させる。上記の小型発信弾使用シーンのバンクが使われている。
スパイダーショット
全長：50センチメートル 重量：3キログラム
イデ隊員が開発し、主にアラシ隊員が装備している高出力の大型熱線銃。ホシノ少年でも扱いが可能。銃の後部上面にダイヤル式セレクターがあり、熱線、微小な威力のリング状光線、高熱火炎の3種類を撃ち出し、破壊力を敵に合わせて調整することも可能。8種類の光線を発射可能なことから8本の脚を持つ蜘蛛にちなんで命名された、と紹介されることもある。動力源は超小型原子炉で、カセット式で交換できるとの設定がある（作中未登場）。火炎放射はスフランのツタを焼き切る。熱線はミイラ人間を倒し、ネロンガの片眼を潰す。
水素注入機
第34話に登場。スカイドンを大気圏外へ飛ばすためにスパイダーショットで打ち込まれた水素ガスを送り込むアタッチメント。チューブで水素ガス供給車に繋がっている。
マルス133
全長：78センチメートル 重量：2キログラム
イデ隊員が危急存亡に備えて密かに2丁製作した小型強力光線銃で、第16話で初登場する。マルス（Mars、火星）の名の通り、理論上スペシウム光線と同じ威力を有し、バルタン星人（2代目）の小型分身を撃墜したり、ゴモラの尻尾を切断したり、ゼットン星人を銃撃して倒すなど、スパイダーショットに次ぐ主力火器として活躍する。ゼットンには全く効かない。プロップは『ウルトラセブン』の「パラライザー」に流用された。
マッド・バズーカ
全長：1メートル 重量：5キログラム
第21話でホシノ少年の「相手の泣き所（弱点）を一発で」という言葉をヒントにイデ隊員が開発し、ケムラーを倒す。第29話では、強い光を放つコロナ弾で光に弱いゴルドンにダメージを与える。
- プロップは『ウルトラセブン』の「スパイダー バーチカルショットガン」に改造された。

QXガン
第36話に登場。イデ隊員が4年かけて開発した携行火器で、QXとはQuick eXtinguish（急速な消滅）の略。怪獣の脳細胞を一撃で破壊する特殊な火器。ザラガス戦において使用。頭部を攻撃した際は自動反撃能力でさらに凶暴にさせるものの、ジェットビートルから口の中に撃ち込むことによってダメージを与える。
- 脚本では、可視光線に変換した宇宙線エネルギーを、敵の脳に直接発射し、中枢神経を分断する、という説明があった。

ニードルS80
第38話に登場。イデ隊員が開発した新型携行大型火器で、スパイダーショットの10倍の威力を持つ。Q星でキーラに対して用いられるが、無効に終わる。
- プロップは後に黒と赤にリペイントされた上でウルトラ警備隊のエンブレムが施され、『ウルトラセブン』の「エレクトロHガン」に流用された。

熱線重機関銃
第23話に登場。本体と銃架に分割して携行する。ジャミラに対して使用された。
ナパーム手榴弾
第8話に登場。ハヤタ隊員とムラマツキャップがベルト後部のボックスに入れて携行して使い、2発でマグラーを倒す。有効投擲距離は20メートル。
強力乾燥ミサイル
第25話で使用されたもの。ギガスを乾燥状態にして粉々に砕く。作中ではイデ隊員が「ミサイル」と呼ぶが、実際にはビートル機の胴体底部の自動開閉弾倉から落とす「投下弾」タイプの兵器である。
バリア・マシン
第12話に登場。イデ隊員が開発したバリヤー発生装置で、この装置を背負った者を電磁幕が覆って怪獣の光線を防ぐが、物理的攻撃は防げない。小型原子炉が背部に装備されている。アラシ隊員が使用してドドンゴの怪光線に効果を発揮するが、光線で飛び散った岩石の破片には効果がなく、アラシは負傷する。パーソナル・バリヤーという名称で紹介している文献もある。また、小説『ウルトラマンメビウス アンデレスホリゾント』では、ウルトラ警備隊のポインターに装備されている「光波バリヤーシステム」はこれの発展型とされている。
パンスペースインタープリター
第16話に登場。イデ隊員開発の全宇宙語翻訳機で、バルタン星人（2代目）から科特隊本部への通信の翻訳で初めて実戦投入される（124875回路に接続）。これを発展させたという設定で『ウルトラマンメビウス』に同名の装置が登場する。
似たような用途の装置として、第37話に登場する怪獣語翻訳機がある。イデ隊員と東西大学の権田博士が開発した物で、ピグモンの言葉を自動翻訳するのに使用される。
スペクトルα線・β線・γ線
第23話に登場。イデ隊員がムラマツが推測した透明化のメカニズムに基づいて徹夜で開発した三つの新兵器で、スペクトルα線は光の屈折を自由にコントロールする効果、スペクトルβ線は光の色彩吸収力を破壊する効果、スペクトルγ線は光の反射角度に制限を加える効果を持つ。ジェットビートルと小型ビートルに搭載されて使用され、ジャミラの見えない宇宙船を可視化させる。
ナイフ
隊員服の肩の襟の裏に内蔵している流星型のナイフ。第2話でハヤタ隊員がバルタン星人に対して手裏剣のように投げつけるのが唯一の使用例。相手が消え去った痕の影から僅かな出血があっただけである。
マーカー
第10話でイデ隊員が使用。ブーツ横に貼り付けられた科特隊のエンブレム（通称「流星マーク」）を模した万能マーカー。はがして木や壁に貼ることで、他の隊員にルートを指示する。
溶解器
第24話でフジ隊員が使用。グビラに襲われた海底センターの救助のためにイデ隊員が急造したもので、海底センターの外装に使用されている特殊合金を溶断可能な能力を持つ。
消火液噴射装置
第32話で使用。ビートル機の胴体底部に装備され、上空から噴霧装置で散布する。短時間のうちに山火事を消し止める。
ハンド電波探知機
高性能の探知装置で、接近するネロンガを確認するために使用された。
方位磁石
多々良島での探索でイデが左腕に嵌めて使用した装置。
宇宙用追加装備
宇宙空間での移動に使用する、ヘルメットと噴射装置兼用のボンベ。
身分証
自身の身分証明のために隊員が携行する、プレート状の証明証。
磁力カウンター
地底人のケリチウム磁力光波を出す機器を見つけた。
水爆探知機
レッドキング二代目が飲み込んだ水爆を見つけるために用いられたが、半径20キロメートルでしか反応しない。
スパイカメラ（ミノックス）
28話でイデ隊員がバスの中で所持、31話でフジ・アキコ隊員がゴトウ隊員の所持品を撮影。

#### 航空機
ジェットビートル
岩本博士が機動性を重視して開発した科特隊の汎用戦闘攻撃機（VTOL機）で、主兵装は機首のビーム砲や主翼端のロケットランチャーで、地上に斜めに着陸して攻撃することも可能で、第35話でシーボーズを攻撃した。さらに、機体下部や主翼下部に多弾装ロケットランチャーや各種爆弾などの様々な兵器を装備し、第25話では強力乾燥ミサイルでギガスを倒す。コクピットにある銃架にマルス133やQXガンを装着して使うこともある。機体下部には上昇用ノズルが3基装備され、ホバリングや垂直離着陸が可能。また、機体各部のハードポイントによって、特殊潜航艇S号やオートジャイロ、ベルシダーなど他の装備の設置、さらに乗員や怪獣の輸送にも用いられる。基本的には6名が搭乗するが、1名でも操縦や怪獣への攻撃は可能。作中には主にSIII・S115・117・118・119、17、19の6機が使われ、最大で同時に同型3機が登場する。
ラゴンやアントラー、ギャンゴに撃墜・破壊されるが、ガマクジラやテレスドンの攻撃の直撃を受けながら緊急着陸に成功し、防衛隊のF-4戦闘機隊を一撃で撃破するメフィラス円盤の攻撃の直撃を受けながら、これを跳ね返しつつ、急降下攻撃を続ける頑丈さを見せる。
英語表記は「JET VTOL」だが、後年に追加されたもので、本放送当時は設定されていなかった。
『ウルトラマンメビウス』第24話では、動態保存されていたという設定でウルトラホーク1号、3号と共に飛行する場面がある。
- 『レッドマン』時の第3話の脚本では、「ジェットVITOL」やヴィトル、ヴィートル、VTOL機などの記述があった。
- 撮影用のプロップは、郡司模型製作所によって、ブリキの叩き出しで制作されており、同製作所が担当した、映画『妖星ゴラス』（1962年、東宝）に登場する「国連VTOL機」の約60センチメートルのミニチュアと同じ叩き出し用の木型が使われている。この「国連VTOL機」とは外見はほぼ同じため、資料によってはミニチュアそのものが流用されたと記述しているものもあるが、両者は別々のミニチュアである。撮影話数が進むにつれ、破損と修理が相次いだため、数多くのモデルが新たに制作されている。少なくとも3種類以上のサイズの物があり、場面によって使い分けられていた。素材も板金製と木製の2種があった。前述の板金プロップの他に東宝映画のバンクシーンが用いられ、第14話からはもう1機の板金プロップが製作された。
  - 特技監督の有川貞昌の長男は、有川が90センチメートルほどのビートルのプロップを自宅に置いていたが、長男が翼を折ってしまい廃棄したと証言している。

- 後年に出版された書籍『U.W.W.〜ULTRA WEAPON WORLD〜』には、本機の武装・索敵機器を取り外して座席数を増やした民間旅客機型を『ウルトラQ』の星川航空が所有しているという記述があるが、これは円谷プロ監修による「お遊び設定」であり、公式設定ではない。

宇宙ビートル
ジェットビートル117号の主翼端に岩本博士が水爆の原理を応用して設計した成層圏を短時間で越える性能を有する大気圏外用のハイドロジェネード・サブロケットエンジン（核パルス推進システムの一種）と核パルス推進ロケットを追加装着したもので、第16話で初登場する。以降、主に宇宙で起きた異変調査や隊員たちの宇宙パトロールなどに運用される（第22話、33話、35話）。SIIIに装備されたものも存在する。
『ウルトラマンメビウス』第42話には、本機の改良型である「イカヅチ」（機体番号はS217）が登場する。
- 「宇宙ビートル」という名称は、ブルマァクのプラモデルの商品名であり、書籍によっては、「ハイドロジェネードロケット装備ビートル機」、「ジェットビートル ハイドロジェネード・サブロケット装着タイプ」と記載している。カットによっては、SIIIにサブロケットを取り付けたものやサブロケットをビートルの30センチメートルプロップに装着したものを使用している。

小型ビートル
通称三角ビートル。作中ではジェットビートルと区別なく単に「ビートル」と呼ばれる。
ジェットビートルと同じく岩本博士が開発し、コクピットに銃架を備えた支援機、主に偵察や観測に使われる。当初は、パトロール用として使用されていたが、ガマクジラ戦からは戦闘任務に投入された。
一種のリフティングボディ機で、動力はロケットエンジン。武装として機首のビーム砲とロケットランチャー、機首とコクピット下部からのフラッシュ光を有する。また、自動追尾飛行や本部基地からの遠隔操縦が可能で、第16話で金星ロケット「おおとり」が2段ロケットを点火するまでの間護衛する。
登場話数は第1話、14話、16話、19〜21話、23話。活躍はほぼ中盤に集中しており、終盤は全く出番がない。
第1話でウルトラマンとの衝突時にハヤタが乗っていた「ビートル」は本機である。
この機はVTOL機ではなく短距離離着陸（STOL）機なので、離着陸は垂直に近いかなりの急角度で行う。第21話では後部を下にして、テイルシッター式の垂直離着陸を披露する。
- デザインは成田亨によるもの。当初は主力戦闘機という予定であった。脚本では、スモール・ヴィートルや小型VTOLなどと表記されている。後年、ジェットビートルが原型流用された物で不満があったためデザインしたとコメントしており、非公式にではあるが「ビートル2号」と呼んでいた。
- ミニチュアは木製の約30センチメートルのもの、金属板金製の60センチメートルプロップのものがあり、フラッシュが付いたものや機首が透明パーツではないものなどがある。コクピットにはパイロットの人形が1体置かれているが、劇中では2人乗っていることもある。第1話で使用されたミニチュアは、特撮監督の原口智生が所有している。

F-4戦闘機
ニューヨーク支部の装備。ジョンスン島にUMG麻酔弾を空輸する。また、防衛隊も本機を装備しており、ブルトンやアボラス、メフィラス星人の円盤などを攻撃する。
- 実在の戦闘機で、放送当時の最新鋭機であった。また本作品の放映時点では、実在の航空自衛隊には装備されていなかった。

フェニックス
第16話に登場する、岩本博士が開発・設計した金星探査用の高性能有人宇宙ロケット。ライバルである毛利博士の「おおとり」が通常の多段式ロケットとなっているのに対して、本機は未来的なデザインの単段式ロケットとなっている。人類初の有人金星探査は、毛利博士の「おおとり」に先を越されたが、99%の完成度で金星探査に向かった毛利博士に対して、岩本博士は100%の完成度を得るためにあえて飛行を延期したためであり、双方の完成度は同等であるという。
岩本博士が操縦し、R惑星に取り残された科特隊隊員の救助を行う。また、フェニックス用のハイドロジェネートサブロケットは宇宙ビートルに流用されている。
- デザインは成田亨が担当。
- 造形は郡司模型が担当。旋盤加工した丸太で、こけしに似た方法で造られたという。書籍によっては納品後に現場で塗り直されたため、映像とは異なっている。怪獣倉庫に残っていたものは、アンテナは片方紛失していたが、はんだ付けして加工した針金で復元している。アンテナの先端にはピンポン玉が付いていたが、ピンポン玉の規格が2000年に変わったため、1960年代のピンポン玉で修復している。
- 発着シーンは、映画『宇宙大戦争』のスピップ号や映画『地球防衛軍』のマーカライトジャイロと同様に奥多摩の吊り橋から吊って撮影された。
- 操演の中島徹朗は、ミニチュアはロケット噴射用の火薬が爆発して大破し、作り直してから撮影されたと証言している。
- 岩本博士の研究室に置かれているフェニックスの模型は、『怪獣大戦争』で使用されたP-1号の大型モデルを流用している。

しらとり（白鳥）
第38話に登場する白黒のツートンカラーの科特隊専用の大型宇宙ロケット。船体ナンバーは「SE105」。主な武装はないが、主翼両端にはメインブースターを装備している。岩本博士によって開発された物で、交信を絶った宇宙ステーションV2の救助に赴く際に使用される。航空機に近い形状をしており、底部にエアロックや搭載している探険用の宇宙タンクを下ろすためのハッチを有している。また、ジェットビートルと同様に垂直離着陸が可能。わずか28時間強でV2の軌道に到達するが、キーラの襲撃になす術がなかった。
- デザインは深田達郎による。
- プロップはV2合体用の約30センチメートルと主に使用された約60センチメートルが存在する。
- 出撃シーンは、後に『長篇怪獣映画ウルトラマン』のジェットビートルの出撃シーンに流用された。撮影で使用されたミニチュアは後に再塗装され、『快獣ブースカ』に使用された。

#### 車両・潜航艇
- ミニチュア制作は郡司模型製作所。

科特隊専用車
日本支部で使用されている車輌。後のウルトラシリーズに登場する車両と異なり、特に武装や特殊機能はないが、通信機など高性能の探査機器は装備されており、ボディとエンジンとシャーシも強化され、頑強に改造されている。主にパトロールや基地近隣への移動に使われる。そのうち、一台が第23話で透明円盤の噴射に巻き込まれて爆発する。
- 自動車はシボレー・コルヴェアを使用。撮影に用いられたのは円谷一監督の愛車で、これに科特隊のステッカーを貼付けて撮影に用いられた。その後、科特隊のステッカーを外し、『マイティジャック』第8話で使用されたのちに、第12話で爆破破壊された。

ベルシダー
第29話に登場する、削岩ドリルを装備したイデ隊員が設計し、科学センターが製作した試作地底戦車。前後の圧力に対して強靭であり、自動車と同様の操縦方法である。車体上部の熱線銃と地底魚雷が武器。
- デザインは池谷仙克で、円谷プロではこれが初仕事となった。このデザインについて、円谷英二監督から安定性がないと叱られたという。設定画ではS号と同様にジェットビートルの胴体下面に吊下して空輸される。作中ではベルシダーと呼称されているが、資料ではペルシダーと記載されることが多い。このメカのコンセプトは『ウルトラセブン』に登場するウルトラ警備隊の「マグマライザー」に継承される。
- プロップは、約60センチメートルと約30センチメートルが存在する。

三菱・ジープ
第21話に登場する白塗りのジープ。イデとホシノ少年が乗車し、完成したマッドバズーカを乗せて、ケムラーが暴れる大武山に駆け付ける。この他にも、防衛隊や警察のものと思われるジープが各話に登場する。
火炎砲車
第23話に登場する大型車両。車体後部に大型の火炎放射器1門を装備している。ジャミラに対して使用されるが、高温への耐性を身に付けていたジャミラには通用しない。防衛隊の火炎放射戦車とは別物である。
高射砲
第23話に登場する自走高射砲。ベース車両は16輪の大型トレーラートラックで、トレーラーの荷台に高射砲1門を装備している。水が苦手なジャミラを人工降雨弾で攻撃する。
宇宙タンク
スペースタンクとも。第38話に登場する高性能の宇宙探索用の万能タンクで、「しらとり」に搭載されており、腹部ハッチから発車する。車体ナンバーは「SL77」。乗員は4名と推測される。キャビンが2台の装軌式台車で支えられた形状をしており、4つの無限軌道を持ち、キャビン上部にSNKミサイルの発射装置を格納している。SNKミサイルでサイゴを倒す。
- 車体デザインは深田達郎が担当。
- ミニチュアは大型のものと小型のものの2つあり大型のものは転輪が5つ、小型のものは6つになっている（小型のものは田宮模型のM4シャーマン戦車のプラモデルの流用）。プロップのキャタピラ部は、61式戦車のものを流用している。

特殊潜航艇S号
水中ジェット推進エンジンをもつ高性能小型潜航艇で、艇下部に音波探知機（ソナー）、水中カメラ、先端にサーチライトなどを装備し、武器は主翼先端から連射する魚雷。第24話では操縦席が2階式になった。S21号のみ、操縦の際には酸素吸入器を使用している。ジェットビートルの胴体下面に吊下して空輸される際はセイルが艇体に収納される。作中にはS16号（第1話）、S21号（第10話）、S25号（第24話）の3隻が登場する。
- 書籍によっては、「S型特殊潜航艇」と記載している。
- デザインは成田亨が担当。
- プロップは、艦橋収納用、操演用の約60センチメートル、運搬時の約30センチメートルの3種類が存在する。

### 防衛隊（軍）および自衛隊
本作品には科特隊とは別に、通常の防衛組織が怪獣や宇宙人との戦闘に参加している。その呼称は防衛隊（軍）とされたり自衛隊とされたりしているが、明確な区別はない。また、東宝特撮映画に登場した架空兵器のプロップが流用されていることが多いのも特徴である。
防衛隊（軍）は第2・11・15話に登場する。戦力としては放映当時の自衛隊が装備していた61式戦車、M4中戦車（M4シャーマン）などの他、架空兵器である火炎放射戦車、メーサー殺獣光線車、熱線砲車などがある。火炎放射戦車はオリジナルの装軌式車両の上部に旋回式の火炎放射器を装備した物で、第9話ではガボラ、第15話ではガヴァドンBに対して攻撃を行う他、第15話でもギャンゴに対して出動する。熱線砲車は『怪獣大戦争』（1965年、東宝）に登場したAサイクル光線車の牽引車をオミットし、本体から拡声器と照明塔を外したもので、第3話ではネロンガ、第11話ではギャンゴに対する攻撃に使われる。第3話ではAサイクル光線車のものと同じ見た目の光線を放つが、第11話では直線的な赤い光線に変わっている。その牽引車に本体から外した照明塔をつけて改造した照明車も、『フランケンシュタインの怪獣 サンダ対ガイラ』（1966年、東宝）で使われた後、第15話で使用され、ガヴァドンAを包囲する戦車群の中に見られる。メーサー殺獣光線車は、第11話で熱線砲車と共にギャンゴへの攻撃に向かう姿が確認できるが、その後の戦闘シーンは描かれておらず、こちらも牽引車は使われていない。また、第2話では本部と思われる防衛基地が登場。都心に現れたバルタン星人に対し、防衛基地の屋上に備え付けられたランチャーから新型核ミサイル「はげ鷹」を2発発射するが、小爆発を起こしただけでほとんど効果がない。
自衛隊は第4・26・27・34・39話に登場する。第4話で海上自衛隊の護衛艦がイデ隊員の提案でラゴンに音楽を聞かせる。第26・27話で伊丹市に駐屯している陸上自衛隊のロケットランチャー・トレーラーがゴモラを攻撃する。また第27話では61式戦車やM4などの実在兵器の他に、9連装の装輪式自走ロケット砲とおぼしき架空兵器が登場する。第34話では科特隊が怪獣風船化作戦で浮かび上がらせたスカイドンを航空自衛隊のF-86F戦闘機が誤って撃墜してしまった。航空自衛隊は第39話にも登場し、精鋭パイロットからなる戦闘機編隊がゼットン星人の円盤群迎撃のために出動して一部を撃墜するが、逆襲を受けて全滅する。同話では出撃シーンにはF-86Fが、戦闘シーンではF-104もしくはX-3に類似した形状の架空機が登場する。
上記以外にも防衛組織が敵を攻撃する場面のある話は多く存在する（第3・9・17 - 19・21・23・31 - 33話）。だがそれらの多くでは、その組織が防衛隊、自衛隊、あるいは機動隊のいずれに属するのかについて触れられていない。第18話では『モスラ』（1961年、東宝）に登場した装軌式ミサイル車両がにせウルトラマンを攻撃する。
この他の防衛組織としては、第22話に「国際宇宙開発軍」なる組織の名前が登場するが、その詳細については特に言及されていない。また、第25話には「地球防衛委員会」という組織が登場する。こちらは国際的な組織のようであり、彗星ツイフォンからの放射線による水爆の自然爆発を防止すべく、世界中の核保有国に対して水爆の安全性強化を命令する。『ウルトラマンレオ』第25話「かぶと虫は宇宙の侵略者!」にも同名の組織が登場するが、関連性については特に触れられていない。

### その他のメカ
ML-1
第4話に登場する輸送用の大型ロケット。木星開発用の原子爆弾「AB-Z-01」6個を宇宙ステーションへ輸送する任務に就いていたが、爆発事故（前述の原爆とは無関係）を起こし太平洋上へ墜落、この際に1発の原爆が爆発したことで周辺の島々に津波の被害を起こし、残りの原爆が周辺海域に散らばり4発は回収されたが最後の1発が不明（実は巨大化したラゴンに引っかかっていた）なまま作中につながる。またこの原爆には、1発でも関東地方全域を吹き飛ばす威力がある。
- プロップは映画『地球防衛軍』に登場したマーカライト・ジャイロの流用。

小型ジェット噴射器
第14話でガマクジラを空へ打ち上げるために使用し見事成功している。
オオトリ
第16話に登場する人類初の有人金星探査ロケット。現実的なデザインの三段式大型宇宙ロケットで、三段目がそのまま宇宙船となる。高度15万キロメートル上空までマッハ6以上のスピードで短時間で打ち上げられる。全体的な形状はサターンVに類似している。また、船内には人工重力が働いている。開発者である宇宙開発研究所の毛利博士が自ら乗り込み、人類初の有人金星探査に向けて打ち上げられる。
ムラマツ隊長の台詞によれば完成度は99%であり、第二段ロケットの発火装置の安全性に疑問があるため、科特隊が救助体制を取る。これは杞憂に終わり、無事金星への航路に乗るものの、地球侵略とウルトラマンへの復讐を狙うバルタン星人の襲撃を受け、毛利博士はバルタン星人に乗り移られる。
宇宙ロケット
第18話に登場する有人の土星探検ロケット。レイアウトはアポロ宇宙船のものに近い。土星の有人探査を目的としていたが、出発してから一カ月後に東京上空に出現する。軌道を間違え木星の周りを漂流していた最中にザラブ星人に救助され、地球へと誘導されたものとされていたが、実際にはザラブ星人の策略であり、搭乗員もザラブ星人によって催眠をかけられていた。
- 脚本では、「スペース・ドラゴン号」と記述。

人間衛星
第23話に登場する某国の有人宇宙船で、地球に帰還した際の形状は円盤型であった。かつての宇宙開発競争時代に宇宙飛行士ジャミラを乗せて打ち上げられたが、事故によって遭難し行方不明となり、その存在は非難を恐れた某国によって隠蔽された。
その後、宇宙を彷徨いある星に漂着。そこで怪獣化したジャミラの手で修理と透明化機能の付与などの改造が行われ、自らを見捨てた地球への復讐を目論むジャミラを乗せて地球へと帰還し、国際平和会議の開催を妨害する。
また、同話では宇宙開発時代を示す物として、ジェミニ宇宙船とサターンVの静止画像が例示されている。
トータス号
第24話に登場する海底探検船。海洋研究所が保有する潜水艇で、強力な排水能力を有している。グビラに襲撃された海底センターの救援のために使用され、フジ隊員が溶解機によって焼き切った部位に排水ハッチを接続し、海底センター内部に取り残されたムラマツ隊長らを救出する。
ロケット弾
第34話でもスカイドンを空へ返す際にフジ隊員の提案で使用されたが、スカイドンの体重が重すぎるあまり打ち上げることができなかった。
オートジャイロ
第34話でスカイドンを空へ返すためイデ隊員が使用を提案。スカイドンを持ち上げ空へ上げることに成功したものの、無重力空間でプロペラの推進力が弱まったせいで落下、失敗に終わる。
月ロケット
第35話に登場する無人ロケット。月ロケットセンターが開発した日本初の月探査ロケットで、1号機と2号機が存在する。1号機には「EP-1」、2号機には「EP-2」とマーキングされている。
1号機は月へと打ち上げられたが、途中でシーボーズに抱きつかれ、地球へと落下する。2号機はシーボーズを抱きつかせ、怪獣墓場へ送り返すために使用されるが、一度目は失敗。その後、赤と銀で塗装された「ウルトラマンロケット」へと修理・改造され（脚本ではウルトラマンに似せたぬいぐるみをかぶせた）、無事シーボーズを怪獣墓場へと送り返す。
『ウルトラマンメビウス』第21話にも、シーボーズに抱きつかれた状態で登場する。
プロスペクター
第38話に登場する無人の宇宙探査機。NASAがQ星探査計画「プロスペクター計画」のために開発した物で、宇宙ステーションV2から管制されている。Q星にてキーラに遭遇して光熱を中継した後、宇宙ステーションV2の修理のため、搭載していた三基のBMヒューズのうち一基を使用される。
宇宙ステーションV2
第38話に登場する宇宙ステーション。地球から28時間強で到達する位置にあり、4人のNASAの宇宙飛行士たちが駐留している。Q星には往復20時間で到達する位置にある。プロスペクター計画の中継を行っていたが、キーラの発光によって放電管第3回路のBMヒューズが焼き切れた。科特隊が到着したころには、原子炉が24時間後には爆発する状態に陥る。科特隊はフジをクルーの介護役に残し、Q星のプロスペクター内のBMヒューズの1つを入手。大爆発5分前に修理を終えた。
『ウルトラセブン』にも同名の宇宙ステーションが登場する。

## キャスト

### レギュラー・準レギュラー
当初、イデ隊員役には石川進がキャスティングされ、制作第1話の一部や番宣スチールの2日分の撮影に参加していたが、契約上の問題により降板し、東宝出身の二瓶がキャスティングされたという。そのため、第7話の脚本では「トレードマークのおでこから血が出るイデ隊員」という記述があった。
- ハヤタ隊員：黒部進
- ムラマツ隊長：小林昭二[注釈 76]
- フジ・アキコ隊員：桜井浩子[注釈 76]
- イデ隊員：二瓶正也
- アラシ隊員：石井伊吉
- ホシノ・イサム少年：津沢彰秀（第1 - 4・6・9・11・16 - 18・21・24・25話[注釈 77]）
- 岩本博士：平田昭彦、森塚敏[注釈 78][注釈 79]（第5・12・13・16・25・36・39話）
- ナレーター：石坂浩二（第1 - 19話）、浦野光（第20 - 39話）

### ゲスト
※参考文献：『キャラクター大全ウルトラマン全調査報告』（講談社・2012年）
- 埼玉県警警邏隊巡査：久仁博士、渡辺晃三（1）
- 防衛隊幕僚長：藤田進（2）
- 防衛隊幕僚：飯田覚三、幸田宗丸（2）
- 防衛隊長：緒方燐作（2）
- 城の係員：林家珍平（3）
- ホテルのボーイ：鈴木清（3）[注釈 80]
- 水力発電所技師：渋谷英男（3）
- 伊和送電所技師：小高まさる（3）
- 第三火力発電所職員：加藤茂雄（3）
- ミチコ：近藤美智子（4）
- 巡視船船員：大塚周夫（4）
- 医師：佐伯久（4）
- 山田博士：笹川恵三（5）
- 松尾博士：奥野匡（5）
- 浜口節子：若林映子（5）
- 小林次郎：山中紘（5）
- マキ：槇みちる（5）
- 中島三郎（ダイヤモンド・キック）：伊藤久哉（6）
- 中島の配下：長谷川弘 （6）
- 斧山船員：柳谷寛（6）
- ホシノの友達：中島洋（チロ）、飯田有子（ノブコ）（6）
- 湾岸事務官：鹿島信哉、渡辺晃三（6）
- 神奈川県警巡査：加藤茂雄（6）
- ジム連絡員：エドガー・ケイザー（7）
- チャータム：弓恵子（7）
- バラージの民：安芸津広[注釈 81]、牧よし子（7）
- 松井所員：松本朝夫（8）
- 多々良島測候所員[注釈 82]：梅本正明[158]（8）[注釈 80]
- 高原少年団・団長補佐：佐藤英明（武）、山村哲夫（敏男）（9）
- 高原少年団・団長：今井和夫（9）
- 土木作業現場主任：池田忠夫（9）
- 土木作業現場作業員：市原清彦（9）
- 警察署長：熊谷卓三（9）
- 宇波里町町長：深見吉衛（9）
- 中村博士（モンスター博士）[159]：森幹太（10）
- 二階堂教授：灰地順（10）
- 久保友子：谷育子（10）
- 林一郎：岡村春彦（10）
- 釣り人：西條康彦（林）、中山豊（新田）（10）
- 北山湖の釣り人：高野宏一（10）[注釈 80]
- ホテルのボーイ：古谷敏（10）[注釈 80]
- 山本博士：朝香春彦（11）
- 鬼田：山本廉（11）
- ミドリ：南不二子（11）
- 新聞記者：三浦威、矢野陽子、古河秀樹（11）
- 花嫁を出した新聞記者：青島幸男（11）
- 花嫁（美少女）：若山真樹（11）
- ホテルのボーイ：奈ヶ岡信、石黒正男（11）
- 水着撮影のカメラマン ：鈴木和夫（11）
- ミー子：相原ふさ子（11）[注釈 83]
- 科学センター警備員：稲吉靖（原田）、奥村公延（森）（12）
- 警官：平松慎吾（12）
- 刑事：永谷悟一（12）
- 広川：梅津栄（13）
- タンクローリーの運転手：野本礼三（13）
- 神奈川県警刑事：生井健夫、宮川洋一（13）
- 製油所所長：近衛敏明（13）
- 製油所幹部：松尾文人（13）
- 宝石店支配人：矢野宣（14）
- 真珠貝運搬トラック運転手：樋浦勉（14）
- 運転手の助手：寺田農（14）
- ムシバ：川田勝明（15）
- 土管の持主（髭親父）：原保美（15）
- タカシ：内野惣次郎（15）
- ゼロ戦 ：金子吉延（15）
- オバケ：佐藤継知夫（15）
- サスケ：橋本有史（15）
- チャコ：岩井敏枝（15）
- 毛利博士：池田忠夫（16）
- 新聞記者：堤康久（16）
- 川口博士：舟橋元（17）
- 福井一郎博士：永井秀明（17）
- イエスタディ：ハンス・ホルネス（17）
- 藤井洋子：那須ますみ（17）
- 吉沢：佐竹弘行（17）
- 森田博士：土屋嘉男（18）
- 防衛庁長官：高田稔（18）
- 村木博士：森山周一郎（18）
- 宇宙局職員：勝部義夫、住吉正博（18）
- 防衛会議メンバー：金城哲夫（18）[注釈 80]
- 警察長官：土屋詩朗（18）
- 政府役人：山田圭介（18）
- 福山博士：福田善之（19・22）
- 木村助手：丸山謙一郎（19）
- 石岡主任：相沢治夫（19）
- 志賀助手：塚田正昭（19）
- 木村助手：丸山謙一郎（19）
- ムトウ・アキラ：榊原秀春（20）
- 大室公園の警備員：金井大（20）
- あけぼの少年ホーム保母：北川恭子（20）
- 飼育係：松原靖、鈴木治夫（20）
- トラックの運転手：中島元（20）
- 高原レストハウス支配人：大塚周夫（21）
- 地震研究所所員：山中紘（21）
- テキストを読む少年：小山潔（21）
- 教頭：池田生二（21）
- 先生：溝井哲夫（21）
- パイロット：久野征四郎（21）
- 防衛隊隊長：日方一夫（21）
- アンヌ・モーハイム隊員：アネット・ソンファーズ（22）
- 地底人X：フランツ・グルーベル（22）
- 東京TVセンター職員：丸山謙一郎（22）
- アラン隊員：ピエール・ピロッツ（23）
- アキラ：吉野謙二郎（23）
- アキラの母：中村富士子（23）
- 警察官：飯田和平（23）
- 吉村総裁：高橋正夫（24）
- 山川博士：可知靖之（24）
- ジェニー・チルダー：エルビラ・フビ（24）
- ウィリアム・チルダー：ハロルド・コンウェイ（24）
- ター坊：宮本智弘（25）
- 親父風の男[注釈 84]：中島春雄（25）
- インテリ風のサラリーマン：勝部義夫（25）
- マダム風の女：毛利幸子（25）
- 近所の主婦[注釈 85]：江島和子（26）
- 中谷教授：富田浩太郎（26・27）
- 鈴木治 / 怪獣殿下：稲吉千春（26・27）
- 治の両親：宮田洋容（三平）、布地由起江（リエ子）（26・27）
- 武：加藤勉（26・27）
- 吉村：緒方燐作（27）
- 警官：川又由希夫（27）
- 秋川叶子：田原久子（28）
- 宇宙線研究所所員 / ダダの声：鈴木泰明（28）
- バスの運転手：中島元（28）
- 警部：起田志郎（28）
- 警官：米地政英（28）
- 所員：国島英慈（28）
- 秋田：佐田豊（29）
- 山本：大村千吉（29）
- ゆき：富永幸子（30）
- 町村：山本廉（30）
- 秋田：近衛敏明（30）
- ロッジの客：高野宏一（30）[注釈 80]
- 村の男：伊藤実、塚田正昭（30）
- 正太：藤田修弘（30）
- 敏夫：折原正弘（30）
- 祐三：山口浩治（30）
- ゴトウ隊員 / ケロニアの声：桐野洋雄（31）
- 二宮博士：中山昭二（31）
- パティ隊員：真理アンヌ（32）
- 宮の森工事現場主任：伊藤実（32）
- 事務員：桂伸夫、加藤茂雄（32）
- ヤマモト博士：伊藤久哉（33）
- フジ・サトル：川田勝明（33）
- 警官隊隊長：中島春雄（33）
- 警官：岩本弘司（33）
- 月ロケットセンター所長：永井秀明（35）
- 月ロケットセンター所員：奥野匡、斉藤三勇、田村奈巳（35）
- 僧侶：石川隆昭（35）
- 住職：中野稔（35）[注釈 80]
- 自衛隊司令官：青木義郎（36）
- 係員：小沢直平（36）
- 看護婦：河西郁子（36）
- 権田博士：浅野進治郎（37）
- デパート支配人：金井大（37）
- 子供：近藤美智子（37）
- 警官：鈴木和夫、中山豊（37）
- 母親：毛利幸子（37）
- デパート店員：佐竹弘行、佐渡絹代（37）
- 細川局長：武内亨（38）
- アーサー船長：エンベル・アルテンバイ（38）
- 宇宙局局員：北原隆（38）
- 吉野隊員：灰地順（38）

### 声の出演
※全てノンクレジット、参考文献：『円谷プロ画報 第1巻』（竹書房・2013年）
- ウルトラマン：中曽根雅夫（掛け声・33）、近藤久（1・39）、石坂浩二（15）[注釈 86]
- 防衛会議メンバー：黒部進（2）
- ラジオのアナウンサー：鹿島信哉[注釈 87]（6）
- 中央気象台職員：鹿島信哉（8）
- 空艇隊203号機：若尾義昭[注釈 87]（13）
- バルタン星人（二代目）：西田昭市（16）
- ザラブ星人：青野武（18）
- 地底人X：矢田耕司（22）
- アラン隊員：上田敏也（23）
- メフィラス星人：加藤精三（33）
- 再生ピグモン：江戸家猫八（鳴き声）[162]、小宮山清（怪獣翻訳機）（37）
- テレビ中継：浦野光（38）
- アーサー船長：森山周一郎（38）
- ゾフィー：浦野光（39）

### スーツアクター

ウルトラマンのスーツアクターを務めた古谷敏

※参考文献：『キャラクター大全ウルトラマン全調査報告』（講談社・2012年）
- ウルトラマン：古谷敏（全話）[163]
- ベムラー：荒垣輝雄（1）[163]
- バルタン星人：佐藤武志（2）
- ネロンガ：中島春雄（3）[164][165]
- ラゴン：泉梅之助（4）
- グリーンモンス：中村晴吉（5）[163]
- ゲスラ：荒垣輝雄（6）[163]
- アントラー：荒垣輝雄（7）[163]
- レッドキング：荒垣輝雄（8）[163]
- マグラー：泉梅之助（8）
- チャンドラー：清野幸弘（8）
- ピグモン：藤田修治（8）
- ガボラ：中島春雄（9）[164][165]
- ジラース：中島春雄（10）[164][165]
- ギャンゴ：荒垣輝雄（11）[163]
- ドドンゴ：荒垣輝雄[163]、清野幸弘（12）
- ミイラ人間：満月英世（12）
- ペスター：荒垣輝雄[163]、清野幸弘（13）
- ガマクジラ：荒垣輝雄（14）[163]
- ガヴァドン：荒垣輝雄（15）[163]
- バルタン星人（二代目）：飛鋪正直（16）
- ブルトン：荒垣輝雄（17）[163]
- ザラブ星人：青野武（18）
- にせウルトラマン：池田文男（18）
- アボラス：中村晴吉[163]、鈴木邦夫[注釈 88]（19）
- バニラ：田尻康博（19）
- ヒドラ：荒垣輝雄（20）[163]
- ケムラー：鈴木邦夫（21）
- テレスドン：鈴木邦夫（22）
- ジャミラ：荒垣輝雄（23）[163]
- グビラ：荒垣輝雄（24）[163]
- レッドキング（二代目）：鈴木邦夫（25）
- ギガス：南明（25）
- ドラコ：池田文男（25）
- ゴモラ：鈴木邦夫（26、27）
- ダダ：鈴木邦夫（28）
- ゴルドン：扇幸二（29）
- ウー：鈴木邦夫（30）
- ケロニア：扇幸二（31）
- ザンボラー：鈴木邦夫（32）
- メフィラス星人：扇幸二[注釈 89]（33）
- ケムール人（二代目）：中島春雄[164][注釈 90]（33）
- バルタン星人（三代目）：渡辺白洋児（33）
- ザラブ星人（二代目）：不明（33）
- スカイドン：松島映一（34）
- シーボーズ：鈴木邦夫（35）
- ザラガス：鈴木邦夫（36）
- ジェロニモン：荒垣輝雄（37）[163]
- 再生テレスドン：清野幸弘[注釈 91]（37）
- 再生ドラコ：松島映一（37）
- 再生ピグモン ：小宅雅裕（37）
- キーラ：中島春雄（38）[165]
- サイゴ：松島映一（38）
- ゼットン：荒垣輝雄（39）[163]
- ゾフィー：古谷敏（39）
- ゼットン星人：不明[注釈 92]（39）

## スタッフ
※参考文献：『キャラクター大全ウルトラマン全調査報告』（講談社・2012年）
- 監修 - 円谷英二[注釈 93]
- 制作[注釈 94] - 市川利明（第1 - 13話）、末安昌美（第14 - 39話）、三輪俊道（TBS）
- 脚本 - 金城哲夫、千束北男（飯島敏宏）、山田正弘、南川竜（野長瀬三摩地）、藤川桂介、佐々木守[注釈 95]、海堂太郎（樋口祐三）、若槻文三、上原正三、関沢新一[注釈 96]、宮田達男
- 本編
  - 監督 - 円谷一[注釈 97]、飯島敏宏[注釈 98]、野長瀬三摩地、満田かずほ、実相寺昭雄[注釈 99]、樋口祐三、鈴木俊継
  - 撮影 - 内海正治（制作第4 - 39話）、福沢康道（制作第4 - 39話）、鈴木斌（制作第4 - 39話）
  - 照明 - 山口偉治（制作第4 - 39話）、高島利雄（制作第4 - 39話）
  - 美術 - 岩崎致躬（制作第4 - 39話）[注釈 100]
  - 音楽 - 宮内國郎
  - 効果 - 西本定正（制作第4 - 39話）、荒川与志雄、知久長
  - 編集 - 兼子玲子（制作第1 - 3話）、近藤久（制作第4 - 39話）、柳川義博（制作第4 - 39話）、小倉昭夫（制作第4 - 39話）
  - 編集助手 - 泉典彦、小林煕昌（制作第4 - 39話）、小倉昭夫
  - 録音 - キヌタ・ラボラトリー
  - 助監督 - 東條昭平[注釈 101]、吉高勝之、鈴木俊継、大平隆
  - 制作担当者 - 熊谷健（制作第4 - 39話）、守田康司、久東晃、上村宏、原田昇、篠塚正弘
  - 現像 - 東京現像所
  - オプチカル - 東京テレビ映画
  - 協力制作 - 朝日放送(26,27)
  - 協力 - 大阪タワー株式会社(26,27)
- 特殊技術
  - 高野宏一（第12・13話は名義のみ）[注釈 102]、的場徹、有川貞昌
  - 撮影 - 高野宏一（制作第1 - 3話）、佐川和夫（制作第4 - 39話）、森喜弘、鈴木清（制作第4 - 39話）
  - 照明 - 小林哲也、原勲（制作第24 - 39話）
  - 美術 - 成田亨[注釈 103]、深田達郎、大瀬賢一（第26話 - ）、池谷仙克
  - 怪獣・怪獣ミニチュア制作 - 高山良策、佐々木明（第2・3・9・16話）、エキスプロダクション（第8（スフラン）・20・25（ギガス）・29・30話）、開米栄三、東宝特殊美術部（第5・10話）、円谷プロ特殊美術スタッフ
  - 機電 - 倉方茂雄
  - メカニック制作 - 郡司模型製作所
  - 光学撮影 - 中野稔、川北紘一（タイトルバック合成、変身シーン）
  - 助監督 - 鈴木俊継（制作第4 - 39話）、山本正孝、大木淳
  - 記録 - 鈴木徳子
- 製作進行 - 熊谷健（制作第1 - 3話）、梅本正明（制作第4 - 39話）、太田勝正（制作第4 - 39話）
- 製作デスク[注釈 104] - 新野悟
- 制作 - TBS、円谷プロダクション

## 誕生過程
本作品の企画が始動したのは、1965年8月ごろのことだった。当時、第2クールを制作中の『ウルトラQ』が日曜19時台にて翌年1月2日からスタートとほぼ決定したことも追い風となり、TBSプロデューサーの栫井 巍（）と円谷特技プロ企画文芸部室長・金城哲夫が中心となってさまざまなアイデアが出されていった。TBSはかなり早い段階で、4つの条件を円谷特技プロに提示している。
1. 海外への番組販売を考慮してカラーフィルムで制作する。
2. 「ベムラー」という、怪獣と互角に戦える、正義のモンスターをシリーズを通じての主人公にする。
3. スピンオフとして『ウルトラQ』のレギュラー俳優を1人残す[注釈 105]。
4. 自然な展開のために怪獣事件を専門に扱う公的機関

会議の中では「主人公が怪獣では問題がある」という意見も強く、監修者の円谷英二からも「スーパーマンのようなヒーローを」との提案が出された。また、この時期に円谷が特技監督を担当した東宝特撮映画で、人間に味方する巨人と凶暴な怪獣が死闘を展開する『フランケンシュタイン対地底怪獣』（1965年・東宝）が公開されており、この映画も本作品の企画に少なからず影響を与えていると言われている。
ここでフジテレビ用に企画されていた番組『WoO』の「人間に味方する友好的宇宙人の活躍」というアイデアが流用され、『科学特捜隊ベムラー』というSF活劇の企画書が作成された。この企画書では、「本部をパリに置き、警察の手に負えない常識を越えた異変や怪事件を専門に調査する科学特捜隊の日本支部」と彼らに協力する正体不明の正義の宇宙人ベムラーが設定されている。「飛行機事故で消息を絶った主人公がヒーローになって生還する」という設定はこの時点ですでに見られるが、主人公とベムラーの関係は企画書には明記されていない。科学特捜隊のサコミズが変身することは決まっていたものの、あえて変身の描写はオミットされ、ベムラーの正体はぼかす方向性であったという。また、変身アイテムもなく、変身時に両腕を掲げ、忍術のようなポーズをとっていた。この時点では、平田昭彦と藤田進の配役が予定されていた指揮班があった。
渡辺明がデザインしたベムラーの容姿は日本の伝説上の生物・烏天狗を思わせる翼を持つスマートなもので、関係者から「敵怪獣との区別がつきにくい」や「ヒーローとしてのキャラクター性が弱い」との指摘があった。そこで『ベムラー』企画は再検討され、新たに『科学特捜隊レッドマン』が企画されることとなった。この企画書では、正義の怪獣ではなく「甲冑を思わせるような赤いコスチューム」をまとった謎のヒューマノイドタイプの宇宙人として設定されている。身長は2メートルから40メートルまで伸縮自在と設定されている。また、変身時間の制限も導入された。主人公とヒーローの関係についても「飛行機事故でサコミズを死なせた宇宙人レッドマンが責任を取ってサコミズの肉体を借りる」と明記され、後の完成作品におけるウルトラマンの設定の基本的な部分は完成していた。その一方、レッドマンは故郷がX星人の侵略で滅亡している遊星人であること、サコミズ本人はすでに死亡してその心はレッドマンであること、サコミズには人気歌手の恋人・由木ひかるがいることなど、完成作品との相違部分もある。
こうして成田亨が担当したレッドマンのデザインは火星の運河状のラインをもつスマートなボディで、幾分かヒーロー的になったものの、拵井はもっとシンプルでインパクトのあるメタリックカラーを基調としたデザインを要求した。また、前述のように本作品はアメリカへのセールスを前提としており、アメリカの事情に詳しいTBS編成局企画部の大谷乙彦らが海外輸出を考慮して「今の形では外国人には受け入れられない。もっと無表情な鉄仮面のようなものの方が謎があっていい」などと提案した。こうして試行錯誤した結果、生命感のある究極なる徹底した単純化を図ったレッドマンのデザインが完成した。成田は、デザインを描かずにマスクの原型を佐々木明に依頼したが、最後はアトリエに篭って一人で完成させた。特技監督の有川貞昌の長男は、本作品の制作前に東京美術センターを見学した際に完成作品でのウルトラマンのスーツとは別に、ケバケバしく緑色っぽい別造形のスーツも候補として吊るされていたと証言している。
「ベムラー」の名は、第1話に登場する怪獣の名前として残された。脚本家の関沢新一は、円谷英二から企画の相談を受けた際に、自身が『ウルトラマン』という題名を言ったのかもしれないと述べている。

## 制作背景
前作の『ウルトラQ』は放送前に全話の撮影を終了させていたが、本作品は放映と平行して制作する一般的なドラマのスタイルとなった。TBSから支給された予算は1クールにつき7000万円（1本約538万円）、基本設定が固まったのは1966年2月、本編のクランクインは同年3月16日だった。
本作品は、ほぼ同時期に放映された『マグマ大使』とともにカラー放送による連続テレビ映画の草分けだったうえ、巨大な宇宙人を主人公とする大がかりな特撮中心のドラマは世界にも類例が存在しないため、番組制作は苦難の連続だった。
『ウルトラQ』では、円谷英二の「16mmのクォリティでは特撮はできない」との主張で劇場映画用と同じ35mmフィルムで撮影し、放映用フィルムとして16mmに縮小するという手法が採られた。この手法によりテレビ作品としては異例のクオリティを得られたが、フィルム代で予算が圧迫される問題が発生した。本作品では高価なカラーフィルムを使用することから、合成カットのみ35mm、それ以外は本編・特撮とも16mmとすることで、合成映像の不自然さを低減させつつコストダウンを図った。しかしカラー撮影のノウハウが少ないため、調整や取り直しなどで時間やフィルムを浪費することとなり、3月中旬まで飯島敏宏組の本編クランクインはずれ込んでしまう。
撮影では飯島敏宏監督によるAブロック（放映第2話、第5話、第3話）は本編・特撮を同一スタッフが手がける一斑編成で開始したが、カラーフィルムの入念なテスト（色彩設計や照明の光量など）やウルトラマンの着ぐるみの度重なる塗り直し（初期は、ラテックス製のマスクと未塗装の黒いウェットスーツを使用していた）などカラー撮影にまつわる細々とした対応の他、操演中のジェットビートルをホリゾントにぶつけて大破させるなどの事故も重なり撮影は遅々として進まず、野長瀬三摩地監督のBブロック（放映第7話、第4話、第6話、第9話）からは制作費的にも合理的な別班編成に変更された。Bブロックは円谷一監督によるCブロック（放映第1話と第8話）の本編シーンの撮影を優先したため、完成済みの第7話を除いて後回しにされた。第1話に先駆けて放映されたテレビ番組『ウルトラマン前夜祭 ウルトラマン誕生』のおかげで、なんとか無事に放映が始まったものの、スケジュールは次第に切迫し、特撮を2班編成にしてもその遅れは間に合わなくなってきた。円谷英二のダメ出しによる撮り直しだけでなく、スタジオと撮影機材のレンタル費、脚本費、俳優費、スタッフ費も大きな負担になっており、1本平均の直接制作費が450万～470万円になるなど予算・時間共に余裕の無い状況となっていた。ソフビ人形などのマーチャンダイジングの収益が、版権所有各社で莫大な版権使用料として分配されることで、円谷特技プロの運営はようやく安定していた。
そのため、番組の続行を望むTBS側とこれ以上の続行は不可能とする円谷特技プロとの間で協議が重ねられ、「赤字はともかく、週1回の放送に間に合わないのが確実になった」ために、1967年初頭に高視聴率を維持していながらも第4クール目の発注が断念され、3クール39話の放送で一旦終了することが決定した。

## 時代設定
テレビシリーズの本放送当時は厳密な時代設定の統一は行われておらず、その当時の現実と未来とが混在している。
本放送当時にTBS番宣課が発行した「ウルトラマンあらすじ集」第一集と、『週刊少年マガジン』1966年31号（8月7日号）でのグラビアページの時代設定は、「1975年ごろ」という記載がある。スタッフの認識は近未来という程度で明確な合意はなく、第23話でジャミラの墓標に没年が1993年と記されていたり、第39話で「1930年代から40年以上」とのセリフがあるなど一定していない。
唯一の前後編である第26話・第27話は、作中で子供たちが怪獣の存在を否定していたり、子供のごっこ遊びでウルトラマンの変身方法が知られていたりと、現実世界寄りの演出がされている。また、第35話では延長工事途中の首都高速道路や日本で唯一の超高層ビルなど、放送当時の東京の景観がそのままミニチュアセットで再現されている。

## シリーズとしての「ウルトラマン」
『ウルトラマン』に続いて一連のシリーズ作品が制作・放映された。毎回、巨大ヒーローと怪事件処理専門チームが連携し、宇宙や異次元、地球のどこからか現れる怪獣や宇宙人たちと戦うというコンセプトの特撮番組で、子供たちから人気を博す。これらの作品は、「ウルトラシリーズ」や「ウルトラマンシリーズ」と呼ばれる。

## 放送日程
- 各怪獣の詳細は「ウルトラマンの登場怪獣」を参照。
- 各話オープニングの最後にその回に登場する怪獣や宇宙人の名前や肩書が表示されるが、実際には登場していても表示されていないものがある[注釈 111]。また複数の怪獣名を表記した回[注釈 112]とダダ以外の宇宙人の表記[注釈 113]、ならびにネロンガとグリーンモンス[注釈 114]は名前のみで肩書き表示がなかった。
- シナリオの表紙に記載された制作No.は、実際の撮影順とは異なっている。ここでの制作順は「キヌタ・ラボラトリーの作業日誌[184]」、「高山良策の怪獣造型日誌[185]」、「テレビマガジンヒーローグラフィックライブラリー1 ウルトラマン」（講談社）を参考にした。
- 視聴率はビデオリサーチ調べ（関東地区）

| 放送回 | 放送日         | 制作順 | サブタイトル         | 登場怪獣・宇宙人                                                                                       | 脚本                  | 特技監督 | 監督                    | 視聴率 |
| ------ | -------------- | ------ | -------------------- | --- | --------------------- | -------- | ----------------------- | ------ |
| -      | 1966年07月10日 | -      | ウルトラマン前夜祭   | - | 金城哲夫              | -        | - 実相寺昭雄 - 樋口祐三 | 30.6%  |
| 1      | 7月17日        | 5      | ウルトラ作戦第一号   | ベムラー                                                                                               | - 関沢新一 - 金城哲夫 | 高野宏一 | 円谷一                  | 34.0%  |
| 2      | 7月24日        | 1      | 侵略者を撃て         | バルタン星人                                                                                           | 千束北男              | 的場徹   | 飯島敏宏                | 34.6%  |
| 3      | 7月31日        | 3      | 科特隊出撃せよ       | ネロンガ                                                                                               | 山田正弘              | 的場徹   | 飯島敏宏                | 33.6%  |
| 4      | 8月07日        | 7      | 大爆発五秒前         | ラゴン                                                                                                 | 南川竜                | 高野宏一 | 野長瀬三摩地            | 29.5%  |
| 5      | 8月14日        | 2      | ミロガンダの秘密     | グリーンモンス                                                                                         | 藤川桂介              | 的場徹   | 飯島敏宏                | 29.0%  |
| 6      | 8月21日        | 8      | 沿岸警備命令         | ゲスラ                                                                                                 | 山田正弘              | 高野宏一 | 野長瀬三摩地            | 34.9%  |
| 7      | 8月28日        | 4      | バラージの青い石     | アントラー                                                                                             | - 南川竜 - 金城哲夫   | 高野宏一 | 野長瀬三摩地            | 34.0%  |
| 8      | 9月04日        | 6      | 怪獣無法地帯         | - レッドキング - チャンドラー - マグラー - ピグモン - スフラン                                         | - 金城哲夫 - 上原正三 | 高野宏一 | 円谷一                  | 36.6%  |
| 9      | 9月11日        | 9      | 電光石火作戦         | ガボラ                                                                                                 | 山田正弘              | 高野宏一 | 野長瀬三摩地            | 39.5%  |
| 10     | 9月18日        | 11     | 謎の恐竜基地         | ジラース                                                                                               | 金城哲夫              | 高野宏一 | 満田かずほ              | 39.0%  |
| 11     | 9月25日        | 10     | 宇宙から来た暴れん坊 | ギャンゴ                                                                                               | 宮田達男              | 高野宏一 | 満田かずほ              | 30.1%  |
| 12     | 10月02日       | 12     | ミイラの叫び         | - ドドンゴ - ミイラ人間                                                                                | 藤川桂介              | 円谷一   | 円谷一                  | 37.6%  |
| 13     | 10月09日       | 13     | オイルSOS            | ペスター                                                                                               | 金城哲夫              | 円谷一   | 円谷一                  | 38.3%  |
| 14     | 10月16日       | 15     | 真珠貝防衛指令       | ガマクジラ                                                                                             | 佐々木守              | 高野宏一 | 実相寺昭雄              | 37.8%  |
| 15     | 10月23日       | 14     | 恐怖の宇宙線         | ガヴァドン                                                                                             | 佐々木守              | 高野宏一 | 実相寺昭雄              | 37.4%  |
| 16     | 10月30日       | 17     | 科特隊宇宙へ         | バルタン星人（二代目）                                                                                 | 千束北男              | 高野宏一 | 飯島敏宏                | 38.9%  |
| 17     | 11月06日       | 16     | 無限へのパスポート   | ブルトン                                                                                               | 藤川桂介              | 高野宏一 | 飯島敏宏                | 36.0%  |
| 18     | 11月13日       | 19     | 遊星から来た兄弟     | - ザラブ星人 - にせウルトラマン                                                                        | - 南川竜 - 金城哲夫   | 高野宏一 | 野長瀬三摩地            | 39.8%  |
| 19     | 11月20日       | 18     | 悪魔はふたたび       | - バニラ - アボラス                                                                                    | - 山田正弘 - 南川竜   | 高野宏一 | 野長瀬三摩地            | 36.8%  |
| 20     | 11月27日       | 20     | 恐怖のルート87       | ヒドラ                                                                                                 | 金城哲夫              | 高野宏一 | 樋口祐三                | 39.0%  |
| 21     | 12月04日       | 21     | 噴煙突破せよ         | ケムラー                                                                                               | 海堂太郎              | 高野宏一 | 樋口祐三                | 36.5%  |
| 22     | 12月11日       | 23     | 地上破壊工作         | - テレスドン - 地底人                                                                                  | 佐々木守              | 高野宏一 | 実相寺昭雄              | 38.0%  |
| 23     | 12月18日       | 22     | 故郷は地球           | ジャミラ                                                                                               | 佐々木守              | 高野宏一 | 実相寺昭雄              | 38.2%  |
| 24     | 12月25日       | 24     | 海底科学基地         | グビラ                                                                                                 | 藤川桂介              | 高野宏一 | 飯島敏宏                | 35.8%  |
| 25     | 1967年01月01日 | 25     | 怪彗星ツイフォン     | - ギガス - ドラコ - レッドキング（二代目）                                                             | 若槻文三              | 高野宏一 | 飯島敏宏                | 35.7%  |
| 26     | 1月08日        | 26     | 怪獣殿下 前篇        | - スフランII - ゴモラ                                                                                  | - 金城哲夫 - 若槻文三 | 高野宏一 | 円谷一                  | 37.5%  |
| 27     | 1月15日        | 27     | 怪獣殿下 後篇        | ゴモラ                                                                                                 | - 金城哲夫 - 若槻文三 | 高野宏一 | 円谷一                  | 37.0%  |
| 28     | 1月22日        | 28     | 人間標本5・6         | - ダダ - ダダ上司                                                                                      | 山田正弘              | 高野宏一 | 野長瀬三摩地            | 37.7%  |
| 29     | 1月29日        | 29     | 地底への挑戦         | ゴルドン                                                                                               | - 南川竜 - 金城哲夫   | 高野宏一 | 野長瀬三摩地            | 36.1%  |
| 30     | 2月05日        | 31     | まぼろしの雪山       | ウー                                                                                                   | 金城哲夫              | 高野宏一 | 樋口祐三                | 39.9%  |
| 31     | 2月12日        | 30     | 来たのは誰だ         | ケロニア                                                                                               | 海堂太郎              | 高野宏一 | 樋口祐三                | 38.7%  |
| 32     | 2月19日        | 32     | 果てしなき逆襲       | ザンボラー                                                                                             | 藤川桂介              | 高野宏一 | 鈴木俊継                | 39.2%  |
| 33     | 2月26日        | 33     | 禁じられた言葉       | - メフィラス星人 - バルタン星人（三代目） - ザラブ星人（二代目） - ケムール人（二代目） - 巨大フジ隊員 | 金城哲夫              | 高野宏一 | 鈴木俊継                | 40.7%  |
| 34     | 3月05日        | 34     | 空の贈り物           | スカイドン                                                                                             | 佐々木守              | 高野宏一 | 実相寺昭雄              | 33.9%  |
| 35     | 3月12日        | 35     | 怪獣墓場             | シーボーズ                                                                                             | 佐々木守              | 高野宏一 | 実相寺昭雄              | 37.2%  |
| 36     | 3月19日        | 36     | 射つな! アラシ       | ザラガス                                                                                               | 山田正弘              | 高野宏一 | 満田かずほ              | 38.4%  |
| 37     | 3月26日        | 37     | 小さな英雄           | - ジェロニモン - ピグモン（再生） - ドラコ（再生） - テレスドン（再生）                                | 金城哲夫              | 有川貞昌 | 満田かずほ              | 42.8%  |
| 38     | 4月02日        | 38     | 宇宙船救助命令       | - キーラ - サイゴ                                                                                      | 上原正三              | 有川貞昌 | 円谷一                  | 34.4%  |
| 39     | 4月09日        | 39     | さらばウルトラマン   | - ゼットン - ゼットン星人 - ゾフィー                                                                   | 金城哲夫              | 高野宏一 | 円谷一                  | 37.8%  |

## 放送局
- TBS：日曜 19:00 - 19:30
- 北海道放送：日曜 19:00 - 19:30[188]
- 岩手放送：日曜 19:00 - 19:30[188]
- 秋田テレビ：月曜 18:00 - 18:30（1971年に放送。1972年2月14日が最終回）[189]
- 山形放送：月曜 - 金曜 17:00 - 17:30（1970年に放送）[190]
- 東北放送：日曜 19:00 - 19:30[188]
- 福島テレビ：日曜 19:00 - 19:30[188]
- 新潟放送：日曜 19:00 - 19:30[191]
- 北日本放送：土曜 17:30 - 18:00（『ウルトラセブン』の後番組として1968年に放送） [192]
- 北陸放送：日曜 19:00 - 19:30[191]
- 福井放送：木曜 18:00 - 18:30（1969年に放送）[193]
- 中部日本放送（現・CBCテレビ）：日曜 19:00 - 19:30[194]
- 朝日放送：日曜 19:00 - 19:30[195]
- 山口放送
- RKB毎日放送：日曜 19:00 - 19:30[196]

## 音楽

### オープニングテーマ
「ウルトラマンの歌」
- 作詞：東京一 / 作曲・編曲：宮内國郎 / 歌：みすず児童合唱団、コーロ・ステルラ

主題歌の売上はミリオンセラーを記録した。作中では3種類の音源が使われており、日本コロムビアのCDでは以下のように呼び分けられている。
ウルトラマンの歌（第1話、7話）
市販の音源には原則としてこのバージョンのフルサイズが収録される。
ウルトラマンの歌 (First Recording Version)（第2 - 6話、第8 - 30話）
3種類のうち最初に録音されたもので、みすず児童合唱団の編成と歌詞の最後の部分の歌い方が独自のものになっている。このバージョンの歌唱者については、その声質から「実際は上高田少年合唱団ではないか」という説がある。
ウルトラマンの歌 (Version 3)（第31 - 39話）
劇伴の追加に合わせて録音されたもの。このバージョンのみコーロ・ステルラは歌っておらず、放送用のTVサイズしか存在しない。
海外版（海外作詞者および歌手不詳）
「ウルトラマンの歌」の音源を海外で使用したバージョン。
- 本作品には登場しないM1号、カネゴン、ゴーガ、ペギラ、ガラモンが影絵で登場している。

### 挿入歌
「特捜隊の歌」
- 作詞：東京一 / 作曲・編曲：宮内國郎 / 歌：みすず児童合唱団、コーロ・ステルラ

主旋律をアレンジした「科特隊マーチ」（科特隊のテーマ）が出動シーンなどで頻繁に使われる。本曲自体も第3話や第4話にごく短く編集された形で使われる。

「進め! ウルトラマン」
- 作詞：東京一 / 作曲・編曲：宮内國郎 / 歌：みすず児童合唱団、コーロ・ステルラ

主題歌の候補としては長調、短調の2曲が作られた。長調の曲が主題歌として採用され、短調の曲が挿入歌「進め! ウルトラマン」となった。アレンジ曲「勝利」（M-5、別題「激闘! ウルトラマン」）が第18話からウルトラマンの戦闘シーンで使われるようになり、カラオケは後に『ウルトラファイト』のタイトル部分に使われる。
後年公開されたNG版では、一部歌詞の違いを確認できる。

### BGM
本作品の音楽は、前作『ウルトラQ』に引き続き宮内國郎が担当した。メインタイトル映像のうち『ウルトラQ』のロゴを使った部分の曲は、『ウルトラQ』のメインタイトル曲（M-1T2）に本作品オリジナルの曲（タイトルT6）を被せたものである。第1話のハヤタ隊員とウルトラマンの出会いのシーンに『ウルトラQ』第28話「あけてくれ!」用の音楽が選曲されるなど、過去に宮内の書いた東宝特撮映画『ガス人間第一号』や『ウルトラQ』、『快獣ブースカ』の楽曲が流用されることも多い。
『ウルトラマン』自体の汎用BGM録音は3回行われた。「特捜隊のテーマ」など一部の曲は主題歌録音と同時にステレオで録音されたが、モノラルのコピーしか残存していない。また、実相寺昭雄が監督した第14・15・23話では追加録音が行われ、これらの楽曲は他のエピソードでも使用される。追加録音は最終回の第39話でも行われたが、これらの追加録音曲はいずれもテープの所在が確認されていない。

## リマスター
NHKにて、2018年に『ウルトラQ』、2020年に『ウルトラセブン』のリマスター版が放送されたが、2022年からは本作品のリマスター版も放送されている。いずれも字幕放送実施。
ハイビジョンリマスター
2022年6月19日、『ふたりのウルトラマン』の全国での地上波初放送にあわせ、NHK総合テレビで第1話と第30話のハイビジョンリマスター版が2話連続で放送された。NHKプラスでの同時・見逃し配信も実施。
4Kリマスター
2025年2月7日からはNHK BS8Kでオリジナルの16ミリフィルム（ネガ原版）からの4Kリマスター版（HDR）が全話放送され、同年7月11日からはBSプレミアム4Kでも再放送されている。この放送にあわせ、後述の『ウルトラマン前夜祭』の4Kリマスター版も放送された。

## 関連番組

### ウルトラマン前夜祭 ウルトラマン誕生
放送日
（TBS、1966年7月10日 19:00放送）
概要
1966年7月9日、テレビシリーズの放送に先駆け、杉並公会堂で行われたイベント『ウルトラマン子ども大会』の中継VTR録画番組（VTR収録）。『ウルトラQ』は、「UNBALANCE」時代の怪奇路線を後半に回す形をとりつつ、28本を全て放送するスケジュールが組まれていた。「206便消滅す」は当初から最終回（第28話）として7月10日の放送が告知されており、『ウルトラマン』の放送開始は7月17日と公表されていた。しかし5月15日の放送予定であった第20話「あけてくれ!」は、「怪獣が登場しないうえに内容が難解すぎる」という理由で、4月末ごろに本放送見送りの処置が下された。これにより、『ウルトラマン』の放送開始は7月10日に繰り上がってしまったのである。にもかかわらず放映第1話の特撮班が6月に入ってようやくクランクインという撮影スケジュールの遅れを危惧したTBSプロデューサーの栫井巍が、1週間の時間稼ぎにと急遽企画したものが本番組だった。また実際にテレビシリーズ第1話「ウルトラ作戦第一号」の完成品フィルムがTBSに納品されたのは7月13日であり、栫井の判断は正しかったと言える。最終スケジュール日程は、7月6日に技術スタッフの打ち合わせ、翌7日と8日にリハーサル、9日の13:00より開演となった。本番では演出用の豚が暴走したり、視界が悪いマスクのためにウルトラマンがつまずいてしまったりなどのトラブルが続出した。また、アントラーの着ぐるみの胴体部分を前後逆に着用するミスも生じていた。そうした状況を恥じたTBSの担当ディレクター・実相寺昭雄は、独断でスタッフロールから自身の名前のテロップを外し、そのまま郷里に帰った。その後、本番での数々のトラブルは編集で削除され、さらに完成していた第3話のハイライトシーンが加えられての放送となった。その結果、『ウルトラマン前夜祭』は30.6%の高視聴率を得たため、実相寺はお咎めなしで済んだという。
カラー放送だったと伝えられるが、当時のマスターテープの現存が確認されていないため、詳細は不明。現存する映像は『タケダアワー』のオープニングキャッチ、CM、提供画面、新番組予告を含むモノクロのキネコフィルムで、『現代の主役 ウルトラQのおやじ』とのカップリングで1988年にビデオ化された。その後、LD-BOX・DVD-BOX・BD-BOXなどに特典映像として収録されている。
- 登場怪獣：カネゴン、M1号、ガラモン、チャンドラー、バルタン星人、レッドキング、アントラー、ネロンガ（対決映像）。その他、ペギラとゴメスが名前だけ登場している。

4Kリマスター
2025年、NHKにて4Kリマスター版（モノクロ）が放送された。字幕放送実施。
- NHK BS8K（2025年3月31日 19:30放送）
- NHK BSプレミアム4K（2025年7月11日 18:35、7月12日 8:30放送）

スタッフ
- 演出 - 樋口祐三、実相寺昭雄
- 脚本 - 金城哲夫

出演
- 円谷英二（本人）
- 田中明夫（ニセ円谷英二 / モンスター博士）
- ナンセンストリオ（泥棒）
- 伊藤素道とリリオリズムエアーズ（「ウルトラマンの歌」・「特捜隊の歌」を歌う）
- 科特隊メンバーとホシノイサム
- 古谷敏（ウルトラマン）

### ウルトラマンの日 in 杉並公会堂
2016年7月9日・10日、『ウルトラマン』放送開始50年を記念して開催されたイベント。会場は『ウルトラマン誕生』と同じ杉並公会堂。この「ウルトラマンの日」は日本記念日協会公認の記念日とされており、当日は初代ウルトラマンを初めとする歴代ウルトラシリーズ出演者が当時のイベントを再現するとともに、ライブ、トークショーなどを展開。会場内ではウルトラシリーズのソフビやフィギュアなどを製作する各メーカーが集結した「『ウルトラマンの日』スペシャルホビーマーケット」も開催された。当日のステージの一部は2016年7月10日にTBSチャンネル1で生放送された。

## 映画
- 1967年7月22日『長篇怪獣映画ウルトラマン』
  - テレビシリーズ第1話、第8話、第26話、第27話を再編集して作られた。
- 1979年3月17日『実相寺昭雄監督作品ウルトラマン』
  - テレビシリーズの再編集。
- 1979年7月21日『ウルトラマン怪獣大決戦』
  - テレビシリーズの再編集。
- 1989年4月28日『ウルトラマン 恐怖のルート87』
  - 第20話のブローアップ上映[207]。「ウルトラマン大会（フェスティバル）」にて『ウルトラマンUSA』『ウルトラマンA 大蟻超獣対ウルトラ兄弟』『ウルトラマンキッズ』と同時上映[207]。
  - 前年TBSでオンエアされた「ウルトラマン」から意図的に外されてこの併映に選ばれた。配給元の東宝は「悪魔はふたたび」を考えていたが、『ウルトラマンA 大蟻超獣対ウルトラ兄弟』併映のバーターで上映が決定した。
- 1996年3月9日『甦れ!ウルトラマン』
  - 『ウルトラマンワンダフルワールド』内の1つであり、『ウルトラマンゼアス』『ウルトラマンカンパニー』と同時上映。テレビシリーズの既存のフィルムを再編集し、新録のセリフを被せた第39話の後日譚[207]。
- 2022年6月3日『庵野秀明セレクション ウルトラマン 4K特別上映』
  - 『シン・ウルトラマン』公開記念として、第18・26・28・34話の厳選4エピソードを4K映像で期間限定上映。
- 2022年7月8日『ウルトラマン』第33話「禁じられた言葉」
- 2022年7月22日 『ウルトラマン』第39話「さらばウルトラマン」
  - 『シン・ウルトラマン』の併映作として期間限定上映[214]。

### 4Kディスカバリー
『空想特撮シリーズ ウルトラマン 4Kディスカバリー』
不思議な映画館を舞台にした、4部作で再構成の4K版オムニバス映画。2023年12月1日公開の『円谷映画祭2023 Part2』で第1部「生命のものがたり」を上映、2024年には『円谷映画祭2024』内で2024年10月4日公開のPart1で第2部「浪漫のものがたり」、同年10月18日公開のPart2で第3部「仲間のものがたり」第4部「正義のものがたり」を上映。
キャスト
- 劇場支配人 - 石坂浩二
- 謎の少女 - 浅沼みう

4部作エピソード
- 生命(いのち)のものがたり

使用作品「ウルトラ作戦第一号」「侵略者を撃て」「怪獣墓場」「さらばウルトラマン」
- 浪漫のものがたり

上映時間：102分
使用作品「科特隊出撃せよ」「悪魔はふたたび」「怪獣殿下 前篇」「怪獣殿下 後篇」
- 仲間のものがたり

上映時間：103分
使用作品「オイルSOS」「禁じられた言葉」「射つな! アラシ」「小さな英雄」
- 正義のものがたり

上映時間：105分
使用作品「まぼろしの雪山」「恐怖の宇宙線」「恐怖のルート87」「故郷は地球」

## Webムービー
『ウルトラマン-シンガポールの新たな力-』
日本とシンガポールの外交関係樹立55周年記念事業の⼀環として、2021年12月よりシンガポール政府観光局の公式SNSやウルトラマン公式YouTubeチャンネルで配信された短編ドラマ。オリジナル怪獣マーライガーも登場する。
| 話数           | 配信日         | 登場怪獣                                     | ロケ地                         |
| -------------- | -------------- | -------------------------------------------- | ------------------------------ |
| EPISODE：01    | 2021年12月07日 | レッドキング                                 | ガーデンズ・バイ・ザ・ベイ     |
| EPISODE：02    | 12月14日       | ネロンガ                                     | ジュエル・チャンギ・エアポート |
| EPISODE：FINAL | 12月21日       | マーライガー、レッドキング、ネロンガ、グビラ | マリーナ・ベイ                 |

- キャスト
  - アリーシャ・ホシ博士 - 黒木ひかり
  - スーツアクター - 岩田栄慶、矢崎大貴、梶川賢司、新井宏幸、石川真之介、根本史彦、高橋舜
- スタッフ
  - 監督 - 田口清隆
  - 撮影 - 村川聡
  - 画コンテ - なかの★陽
  - キャラクターデザイン - 後藤正行

## 未制作シナリオ
『ベムラー』ストーリー案集に記載されたサンプルストーリー
「地球を売る商人」
A国ミサイル基地司令官が宇宙人シビラスに洗脳され、人類自滅戦争開始のミサイル発射ボタンを押してしまい、戦争回避の後に姿を消す。その後、科特隊を誘き出すために「地球売ります」という広告が新聞に出る。
「大誘拐」
登場宇宙人はケムール人であるが、怪獣の形状説明には「ウルトラQのケムール」、ストーリーではケムール星人と記されており、統一性がない。
種の保存に失敗したケムール星人が、自分たちの子孫を残すために全国の200人近い児童たちを空間転移で誘拐する。
「宇宙獣人来襲」
青い雪が南極の宇宙旅行基地建設現場に降ったことで廃墟と化し、人々は高熱で苦しんでいた。宇宙胞子であった青い雪を科特隊たちが焼いていると、空から侵略者の脳手術によって人間並みの知能を得た巨大な宇宙獣人スキラーが下りてくる。
「黄金怪鳥スバード」
宇宙を漂流する金色の物体は、接近した宇宙ステーションBの機能を狂わせる。科特隊が物体を破壊したことで誕生した「黄金怪鳥スバード」を地球に飛来させないため、宇宙で戦うストーリー。
この黄金怪鳥スバードはキングギドラをモチーフにしている。
「怪竜ウラー」
怪竜が棲むというヤマタ湖にある洞穴の池に顔が2つある双頭怪獣ウラーが登場する。
『ウルトラセブン』のパンドンの原型にあたる。ストーリーの一部は第10話に転用。
「凍る極光ライン」
科学特捜隊と北極点で地球の熱を奪うカニ星雲M73光星から来た円盤の飛行戦が繰り広げられ、サコミズの活躍で爆撃される。だが、粉砕された円盤の中から冷凍怪獣ペギラが出現。
「氷点下四十度の決戦」
フランス基地を冷凍怪獣トドゴンが襲撃し、南極・昭和基地に接近する。
セイウチの怪獣ということから、『ウルトラQ』のトドラを改造予定だったと言われている。
「シータランテラ」
存在しないと言われている島である原始島で、遭難した第三不知火丸がクモの糸に覆われる。科特隊が原始島に向かうと鉄を腐解する糸を吐く海グモが霧の海に出現する。
海蜘蛛の怪獣で『ウルトラQ』のタランチュラを改造予定だったと言われている。
「ミステランドの怪物」
御蔵島付近で謎の孤島に上陸したサコミズの妹・ユキたちは卵のようなものを拾ってヨットに戻るが、古代生物マンダスが島から現れる。逃げ帰ったユキたちは、卵を分析するが正体は不明であった。数週間後、マンダスが油壷に上陸し、東京へ進撃する。
「グリーン・モンス」
失血死事件が午前2時13分に決まって連続発生する。イデとホシノは、放射能の墓場・カロリング島からある漁師が植物を持ち込み、それが姿を消した日から事件が発生したことを突き止める。
「パゴス反撃指令」
ウラン怪獣パゴスが暴風雨後のU町に出現し、科特隊は大ウラン鉱が同町の一帯の地底にあることを突き止める。パゴスの吐く放射能による汚染を防ぐため、アラシはパゴスを濃縮ウランカプセルで誘導しようとするが、パゴスによってアラシの乗るヘリが叩き落されたことから、サコミズは濃縮ウランを詰めたリュックを背負ってパゴスを誘き出す。
「散歩する土星」
太陽系の各惑星の引力バランスが太陽付近を通過する白色伴星の影響によって崩れ、衛星間軌道と各惑星が狂い出したことで朝が来なくなる。白色伴星が遠ざかったことで朝は来たが、地球に土星が接近し始めたことで、土星苔が奥多摩に繁殖し、猛威を振るい始める。
「宇宙船遭難」
消息を絶った初の木星ロケット・古都を調査しに、ステーションDへと飛んだ科特隊は、古都を発見するが、サコミズは透視力によって艇長がトロ星人であることを見破る。トロ星人はトロ星へと一同を連れていき、地球侵略要員として訓練させようとする。
「ゲスラ上陸」
毛虫の大怪物・ゲスラが横浜港の洋上60kmにある一大遊園地、ニューアイランドを襲撃し、島が沈む。ゲスラは原子力超タンカー・グレートオリエント号も襲撃する。
その他の『ベムラー』時代の未制作話
「ベムラー誕生」（脚本：山田正弘）
科学特捜隊日本隊の誕生とベムラーの初登場を描く。敵として登場するのは地球のチッ素を狙う宇宙人「光芒人間」。
『レッドマン』時代の未制作話
「地球を売る男」（脚本：山浦弘靖）
核ミサイルの発射ボタンを預かるコンノ中佐は、地球を売ってくれとシビラス星人から言われるが拒否する。宇宙人はコンノを操って人類を滅亡させ、その後に移住しようとする。
ベムラー時期からのプロット「地球を売る商人」をシナリオ化。
「リプロスが狙っている」（脚本：田中美樹）
QX星の軟体動物リプロスによって次々と原子力科学研究者が誘拐される。リプロスは細胞分裂に必要な地球の水を独占するために、各国要人を暗殺して核戦争を起こさせようとする。
吸水怪獣ウェットンが登場。少年月刊誌「ぼくら」連載、一峰大二・画「ウルトラマン」最終回「怪獣ウェットンの巻」（原作・梓博）として掲載された。
「宇宙基地救助命令」（脚本：上原正三）
宇宙ステーションS7の機能が謎の漂流物体によってマヒした。駆けつけたハヤタが物体を破壊すると、金星怪鳥ガースが出現する。ハヤタたちはステーション乗員を脱出させるためにS7に残り、ロケットが飛び立つが、ガースはロケットを追う。
ベムラー時期からのプロット「黄金怪鳥スバード」をシナリオ化。改訂を重ねて第38話「宇宙船救助命令」となった。
「マンダスの島」（脚本：虎見邦男）
アキコは連続船舶事故の生存者である密輸ギャングに人質にされる。密輸ギャングは海に捨てた現金を取り戻そうとするが、彼らの乗るボートの下から、島が突然浮上する。消失した火星の衛星デイモスであった島は、東京湾に迫る。自衛隊によって島が攻撃されると島の時間が逆行し、怪獣マンダスが出現する。
その後、『ウルトラセブン』の「漂流する惑星」→「散歩する惑星」として放送された。
「怪獣用心棒」（仮題）（脚本：上原正三）
地球転覆を企むサン・ダスト団（人間の集団）の総統ヒラーはレッドマンと科特隊に降伏を迫る。それを科特隊が拒否したことでアキコが誘拐されるが、敵のアジトに一同が潜入してアキコを救出するも、今度はハヤタが捕らえられる。ヒラーは東京に皆既日食と時を同じくして守護神の怪獣「ゴルダー」を送り込み、ウルトラマンと対決させる。
ウルトラマン対人間に雇われた怪獣という図式が、ウルトラマンのスタンダードからかけ離れているために没になった。放送終了後、成田亨によってデザイン画が起され、一峰大二によって漫画版が掲載された。
『ウルトラマン』になってからの未制作話
「東京危機一発」（脚本：藤川桂介 予定監督：飯島敏宏）
火の玉が地表から飛び、有害物質が東京の空から消える。ガスタンクの爆発とともにガスを吸うガス怪獣パンドラーが出現するが、消火銃によって吐く火を封じられる。エネルギー発散の場をなくしたパンドラーは巨大化して暴れ回る。
公害をテーマにした意欲作であったが、予算の関係で一旦映像化が見送られた後、終盤の第38話として再浮上したが、実現せずに終わった。
「科学島脱出」（脚本：藤川桂介 予定監督：飯島敏宏）
採油工場が総合科学基地の置かれた浮き島に建設されると、温度上昇とともに熱怪獣グビラが出現し、周囲を火の海にする。磁気嵐で不時着したビートルに代わって、新型戦車でアキコが出動するもグビラの下敷きとなり、島の爆発が開始する。
怪獣による大火災、外国人隊員を交えた救出劇が描かれる。改訂を重ねて第24話「海底科学基地」が出来上がった。
「侵略基地を砕け」
怪獣と軍艦が合体した軍艦怪獣ヤマトンが登場。成田亨によるデザイン画も書かれており、一峰大二による漫画版が後に連載された他、ソフビも発売された。
「サイボーグ恐竜」
南極で眠っていた古代の侵略者の手先で、格子の付いた首長竜のサイボーグ恐竜タンギラーが登場する。後に一峰大二による漫画版が連載された他、ソフビも発売された。
劇場版ウルトラマン「ジャイアント作戦」（脚本：千束北男、予定監督：飯島敏宏）
1966年9月27日に脱稿され、完全新作として放送期間中に上映予定で準備が進められていたが、実現しなかった。これを基に再構成し、テレビシリーズの終盤には第4クール用として「ザ・ジャイアント」（鋼鉄巨人G登場。脚本：飯島敏宏、予定監督：円谷一）が上梓されたが、ここでも映像化は見送られた。
講談社から発売されたオフィシャルファイルマガジン『ULTRAMAN』の専用バインダー初回生産分と、学習研究社の「ウルトラマン大百科」で「ジャイアント作戦」の復刻版脚本が収録されている。2005年、飯島が「千束北男」名義で執筆した小説版が発売された。また、『ウルトラマン 科特隊奮戦記 ジャイアント作戦』として川崎郷太により漫画化されている（1993年、朝日ソノラマ）。

## 漫画版
- ぼくら  1966年8月号 - 1967年9月号 全14話 一峰大二

1. ネロンガの巻
2. グリーンモンスの巻
3. 怪獣ギャンゴの巻
4. あぶら怪獣ペスターの巻
5. バルタン星人の巻
6. 怪獣アボラスの巻
7. 怪獣ゴモラの巻
8. 三大怪獣の巻
9. 怪獣ケムラーの巻
10. 怪獣スカイドンの巻
11. サイボーグ恐竜の巻
12. 怪獣ヤマトンの巻
13. 怪獣ゴルダーの巻
14. 怪獣ウェットンの巻

- 週刊少年マガジン／別冊少年マガジン 1966年 - 1967年 楳図かずお
  - 週刊少年マガジン

  1. バルタン星人の巻
  2. なぞの恐竜基地の巻
  3. ミイラ怪獣ドドンゴの巻
  4. 怪すい星ツイフォンの巻
  5. メフィラス星人の巻

  - 別冊少年マガジン

  1. 二次元怪獣ガヴァドンの巻[注釈 127]
  2. 高原竜ヒドラの巻

前期の絵ではウルトラマンの顔が顎のない仮面を付けているとも解釈できる表現になっており、楳図の絵柄を再現した商品では顎が肌色に塗られていることもある[221] が、実際はAタイプの面に付いていた筋を忠実に描いたものだという[222]。また、編集部からは「ウルトラマンは最初から出すこと」というのが唯一の注文だったとのこと[223]。一方で怪獣や宇宙人は怪奇性が強調され、楳図の得意とするホラー調の作風となっている。
- 現代コミクス

1. ネロンガの巻 1966年11月創刊号 井上英沖
2. バルタン星人の巻 1966年11月創刊号 井上英沖
3. エリまき大怪獣ジラースの巻  1966年12月号 井上英沖
4. ギャンゴの巻 1966年12月号 井上英沖
5. ミイラ怪獣ドドンゴの巻  1967年1月号 井上英沖
6. ガボラの巻 1967年1月号  井上英沖
7. ベムラーの巻 1967年別冊2号「ウルトラマン」岸本修
8. グリーンモンスの巻 1967年別冊2号「ウルトラマン」岸本修
9. ペスターの巻 1967年2月号 井上英沖
10. 新バルタン星人の巻 1967年2月号  井上英沖
11. アボラス・バニラの巻 1967年3月号  井上英沖
12. ヒドラの巻 1967年3月号  井上英沖
13. 怪獣無法地帯の巻 1967年4月号  井上英沖
14. ガバドンの巻  1967年4月号 加来あきら
15. 怪彗星ツイフォン 1967年4月号増刊「ウルトラマン」 岸本修
16. 怪獣殿下 1967年4月号増刊「ウルトラマン」 宮坂栄一
17. ケムラーの巻 1967年5月号 井上英沖
18. メフィラス星人の巻 1967年5月号 加来あきら
19. ジャミラの巻 1967年6月号 井上英沖
20. メガトン怪獣登場スカイドンの巻空の贈り物 1967年6月号 井上英沖
21. 二大怪獣登場サイゴ,キーラの巻 1967年7月号 井上英沖
22. 幽霊怪獣登場シーボーズの巻 1967年7月号 井上英沖
23. ダダ星人の巻 1967年8月号 加来あきら

- TBSコミックス

1. 怪獣酋長ジェロニモンの巻 1967年11月創刊号 井上英沖
2. 黄金怪獣ゴルドンの巻 1967年11月創刊号 井上英沖
3. 恐怖の怪獣島 ジャミラの巻 1967年12月号 井上英沖
4. ジラースの巻 1967年12月号 井上英沖
5. 宇宙の大決斗バルタン星人,アントラーの巻 1968年1月号 井上英沖
6. ヒドラ,ザラガスの巻 1968年1月号 井上英沖
7. 伝説怪獣ウー  1968年1月増刊号 井上英沖
8. 恐怖の爪怪獣ドラコの巻 1968年2月号 井上英沖
9. 変身怪獣ザラブ星人の巻 1968年2月号 英京治
10. 亡霊怪獣シーボーズ 1968年3月号 井上英沖
11. ウラン怪獣ガボラ 1968年4月号 井上英沖
12. ドクロ怪獣レッドキング 1968年5月号 井上智

- たのしい幼稚園

1. ガボラをたおせ 1967年3月増刊号 久松文雄
2. しおふきかいじゅうガマクジラ 1967年3月増刊号 久松文雄
3. アボラス、バニラ 1970年7月号 福元一義
4. ガボラ 1970年12月号 福元一義
5. ペスター 1971年1月号 福元一義
6. ガヴァドン 1971年1月増刊号 福元一義
7. グビラ 1971年2月号 福元一義
8. ザラブ星人 1971年3月号 福元一義
9. ガマクジラ 1971年4月号 福元一義

- コミック・メイト「ウルトラマン」 1979年 野原正光 若木書房[224]

- マーベル・コミック版ウルトラマン

1. ザ・ライズ・オブ・ウルトラマン
2. ザ・トライアルズ・オブ・ウルトラマン
3. ザ・ミステリー・オブ・ウルトラセブン

1. ウルトラマンXアベンジャーズ
2. ウルトラマン アロング・ケイム・ア・スパイダーマン

2020年より円谷プロとマーベル・コミックのコラボによりウルトラマンの世界観を基にしたアメリカオリジナルのウルトラマンコミックの展開が開始。第3エピソードからはウルトラセブンも登場する。2024年には、ウルトラマンとマーベルのヒーローが共演するクロスオーバー2作品が公開になった

## 小説版
怪獣大全集3 怪獣絵物語ウルトラマン
金城哲夫著。1967年にノーベル書房より刊行され、2002年に『小説 ウルトラマン』に改題されて筑摩書房より文庫化された。
テレビシリーズのノベライズであり、一部展開に差異がある他、作中で語られなかった設定なども活かされている。
ウルトラマン VOL.1 ゴールドラッシュ作戦
実相寺昭雄著。1993年に小学館のスーパークエスト文庫より刊行された。
地底から現れた怪獣ジグリス、海から現れた怪獣ムンデラーとの、科学特捜隊とウルトラマンの奮闘を描く。
テレビシリーズにおける時系列について明確な言及がないが、作中ではテレビシリーズ第38話に登場する怪獣キーラの存在についても語られている。
ウルトラマン ジャイアント作戦
千束北男（飯島敏宏）著。2005年に講談社より刊行された。
飯島が脚本を担当した、前述（#未制作シナリオ）の「ジャイアント作戦」を原案として書き下ろされた作品。

## ゲームブック版
編集/制作は全てスタジオ・ハード。
ウルトラマン 謎の隕石群を撃て！
吉川剛史、滝沢一穂著。ISBN 4-543-02509-1。1986年に日音より刊行された。
日本列島に落下した隕石群から出現した怪獣軍団。科学特捜隊とウルトラマンが落下した7つの隕石群の謎を究明すべく奮闘する姿を描く。ハヤタが語る形式（一人称は「俺」）で綴られウルトラマンに変身後はウルトラマンが語る形式になる。
テレビシリーズに登場した怪獣たちだけではなく、ガラモン、ペギラ、トドラといった『ウルトラQ』の怪獣も登場している。ハヤタとパートナーがダムに到着する場面は「ウルトラQ」の「ガラマタ」を取り入れている。ウルトラマンのエネルギー消耗により変身時の姿のハヤタがバルタン星人に踏み潰されたり、バルタン星人が憑依した岩本博士にハヤタが射殺されたりとバッドエンドも用意されている。また、レッドキングとペギラの戦い（テレビ作品ではペギラを改造したチャンドラー）やウルトラマンとドドラの戦いやウルトラマンとガラモンの戦いという、テレビシリーズにはない独自の展開も存在する。
ウルトラマン 東京救出作戦
滝沢一穂著。ISBN 4-06-190128-1。1987年に講談社X文庫より刊行された。
バルタン星人の怨念パワーによって怪獣墓場と東京都心の空間が合体してしまった地球を救うため、科学特捜隊とウルトラマンが東京都心にある次元震動銃を完成させるために二重空間の東京に乗り込むというストーリー。
前半はパートナー（イデ、アラシ）と一緒に怪獣墓場の空間と合体してしまった東京都心のダンジョン内で次元震動銃のパーツを探す探索もの、後半は二重空間内でのバルタン星人との戦いを繰り広げるバトルもの。前半のダンジョンでは制限時間が設けられており、1マス移動することによって、1時間が経過するため、18時間以内に次元震動銃を完成させ、科学平和センターに辿り着かねばならない。あとがきで『ウルトラセブン』のゲームブックを制作する企画に関して触れられているにもかかわらず、制作には至っていない。

## ビデオゲーム

### 単独のゲーム作品
- ウルトラマン 怪獣帝国の逆襲
- ウルトラマン2 出撃科特隊
- ウルトラマン (1991年版ゲーム)
- SDウルトラバトル ウルトラマン伝説
- ウルトラマン (PlayStation 2)

### ウルトラシリーズでの出演作品
- ウルトラマン倶楽部 シリーズ
- ウルトラ闘魂伝説
- ウルトラマン Fighting Evolutionシリーズ
- PDウルトラマンバトルコレクション64
- ウルトラマン Fighting Evolution 0

### その他
- 巨影都市

## ビデオソフト
- VHS及びベータマックスは1980年に第1話、第2話、第3話、第8話、第19話、第25話、第26話、第27話、第33話を収録した全9巻が東宝映像事業部から発売（各巻1話収録）。1987年には同じ東宝より、新たに各巻3話収録による全13巻（全話収録）VHSが発売、同年にバンダイ・ネットワークフロンティア事業部よりLDが発売された。1992年にはD2-VTRニューマスター版LD-BOXとVHSがバンダイビジュアルより発売。
- DVD（デジタルウルトラシリーズ）は、1999年12月8日〜2000年6月21日に発売。全10巻で9巻まで4話収録だが、10巻のみ3話収録。また、DVDの全巻には「お楽しみメニュー画面」を選択すると円谷プロ制作のオリジナルドラマ「親と子のための特撮講座」が特典映像として収録されている。廉価版の「ウルトラ1800」が2009年2月18日〜4月22日に発売。
- DVD-BOXは、2005年4月29日に発売。本編はデジタルウルトラシリーズと同仕様だが、特典が変更されている。
- Blu-ray Discは、2013年7月10日にバンダイビジュアルからBlu-ray BOX Iが、同年10月25日にBlu-ray BOX IIがそれぞれ発売された。2014年1月29日にBlu-ray BOX III（最終巻）発売。前年にテレビ放送用素材として制作されたHDリマスタリング版を元にレストア処理を加え、当時のフィルムの質感を再現するべく映像を鮮明化、ノイズ除去ならびにステレオリミックスされた「HDリマスター2.0」が収録されている。BOX IIIには特典映像として新たに発見された未公開映像が収録されている。2017年9月27日には、廉価版の「Blu-ray BOX Standard Edition」が発売。